# Vittorio Sgarbi
Vittorio Umberto Antonio Maria Sgarbi (Ferrara, 8 maggio 1952) è un critico d'arte, storico dell'arte, saggista, politico, personaggio televisivo, opinionista e collezionista italiano.
È stato più volte membro della Camera dei deputati e di diverse amministrazioni comunali, anche come sindaco.
Dal 2023 ricopre la carica di sindaco del comune di Arpino (FR), dal 2019 è prosindaco di Urbino, dal 2022 è assessore alla Bellezza del comune di Viterbo.
È stato sottosegretario di Stato alla cultura dal 2001 al 2002 e nuovamente dal 2022 al 2024.
È presidente della Fondazione Ferrara Arte, del Mart di Rovereto e del MAG di Riva del Garda, nonché commissario per le Arti di Codogno.
Collezionista di opere d'arte e libri antichi, ha ingrandito la collezione inizialmente allestita dai genitori in collaborazione con la sorella, vincolandola tramite la Fondazione Cavallini-Sgarbi da lei fondata, in vista di un possibile museo.
Personaggio televisivo divenuto noto a partire dagli anni ottanta, per lo più in veste di opinionista, è famoso per la sua irascibilità, che lo ha più volte portato ad accesi diverbi con politici, giornalisti e altri personaggi televisivi, in alcuni casi sfociati in condanne definitive per diffamazione e turpiloquio.

## Biografia
Figlio dei farmacisti Giuseppe Sgarbi (1921-2018) e Rina Cavallini (1926-2015) e fratello maggiore della regista e scrittrice Elisabetta Sgarbi (1956), è cresciuto a Ro Ferrarese. Dopo essersi diplomato a Ferrara, si è laureato con 110/110 e lode in filosofia presso l'Università di Bologna nel 1974, dove ha poi conseguito il perfezionamento in storia dell'arte. Nel 1977 è assunto, quale storico dell'arte, presso la soprintendenza ai beni storici e artistici in Veneto. Dall'inizio del 2019 è in pensione per collocamento a riposo per limiti di età; percepisce un vitalizio di 9000 euro al mese. Ha insegnato per tre anni come docente a contratto all'Università di Udine. Nel 2022 è stato nominato per chiara fama professore ordinario di Storia dell'Arte moderna presso la Facoltà di Ingegneria e Architettura dell’Università Kore di Enna, senza mai tuttavia prestare servizio per i già intervenuti limiti di età.
Da sempre celibe, ha riconosciuto due figlie, nate nel 1998 e nel 2000, e un figlio, Carlo, nato nel 1988 dalla lunga relazione avuta con l’attrice Patrizia Brenner, il quale non ha mai avuto un buon rapporto con il padre e porta il cognome della madre. Nel 2011 la Corte d'appello di Ancona gli ha attribuito la paternità di una terza figlia, allora tredicenne, avuta da una cantante lirica. In quell'occasione ha affermato di credere di avere almeno 40 figli.

### Carriera di critico d'arte

#### Gli inizi
Parallelamente alla sua attività politica, continua a occuparsi di arte, commentando in videocassetta alcune delle opere dei più importanti pittori e scrivendo numerosi saggi e libri specializzati. I titoli più rilevanti da lui pubblicati sono Carpaccio (1979), I capolavori della pittura antica (1984), La stanza dipinta (1989), Davanti all'immagine (1990, edito da Rizzoli e vincitore della 37ª edizione del Premio Bancarella), Onorevoli fantasmi (1994), Lezioni private (1995), Lezioni private 2 (1996), Davanti all'immagine (2005), Ragione e passione. Contro l'indifferenza (2006), Clausura a Milano, Da Suor Letizia a Salemi (2008, scritto con Marta Bravi).

#### Gli anni duemila
Nel 2005 viene nominato presidente dell'Accademia di belle arti di Urbino, carica che mantiene fino al 2013.
Nel 2008 una introduzione da lui firmata a un volume su Botticelli venne riconosciuta come un plagio, in quanto copiata testualmente da frasi che la storica dell'arte Mina Bacci aveva scritto sul pittore quattrocentesco in un fascicolo dei Maestri del colore. È editorialista del quotidiano il Giornale e cura sia una rubrica settimanale su Panorama sia una quindicinale su IO Donna.
Nel 2010 viene nominato soprintendente della Soprintendenza speciale per il patrimonio storico, artistico ed etnoantropologico e per il Polo museale della città di Venezia e dei comuni della Gronda lagunare. La nomina venne successivamente annullata per ben 3 volte dalla Corte dei Conti. Nel 2014 si dimette dall'incarico.
Nel 2011 venne incaricato dal Ministero per i beni e le attività culturali quale curatore del Padiglione Italia e dei padiglioni regionali per la 54ª Esposizione internazionale d'arte di Venezia organizzata dalla Biennale di Venezia, tra il 4 giugno e il 27 novembre 2011, per la prima volta dislocata sulla terraferma; in tale occasione, dipinge un quadro completandolo assieme al pittore Salvatore Garau. Viene nominato presidente della "Fondazione Gino De Dominicis", ma anche qui seguono polemiche e dispute legali, in quanto l'Associazione Gino De Dominicis, l'Archivio Gino De Dominicis e la Fondazione Gino De Dominicis si contendono l'autorità culturale e legale nell'ordinamento del lavoro dell'artista morto nel 1998.

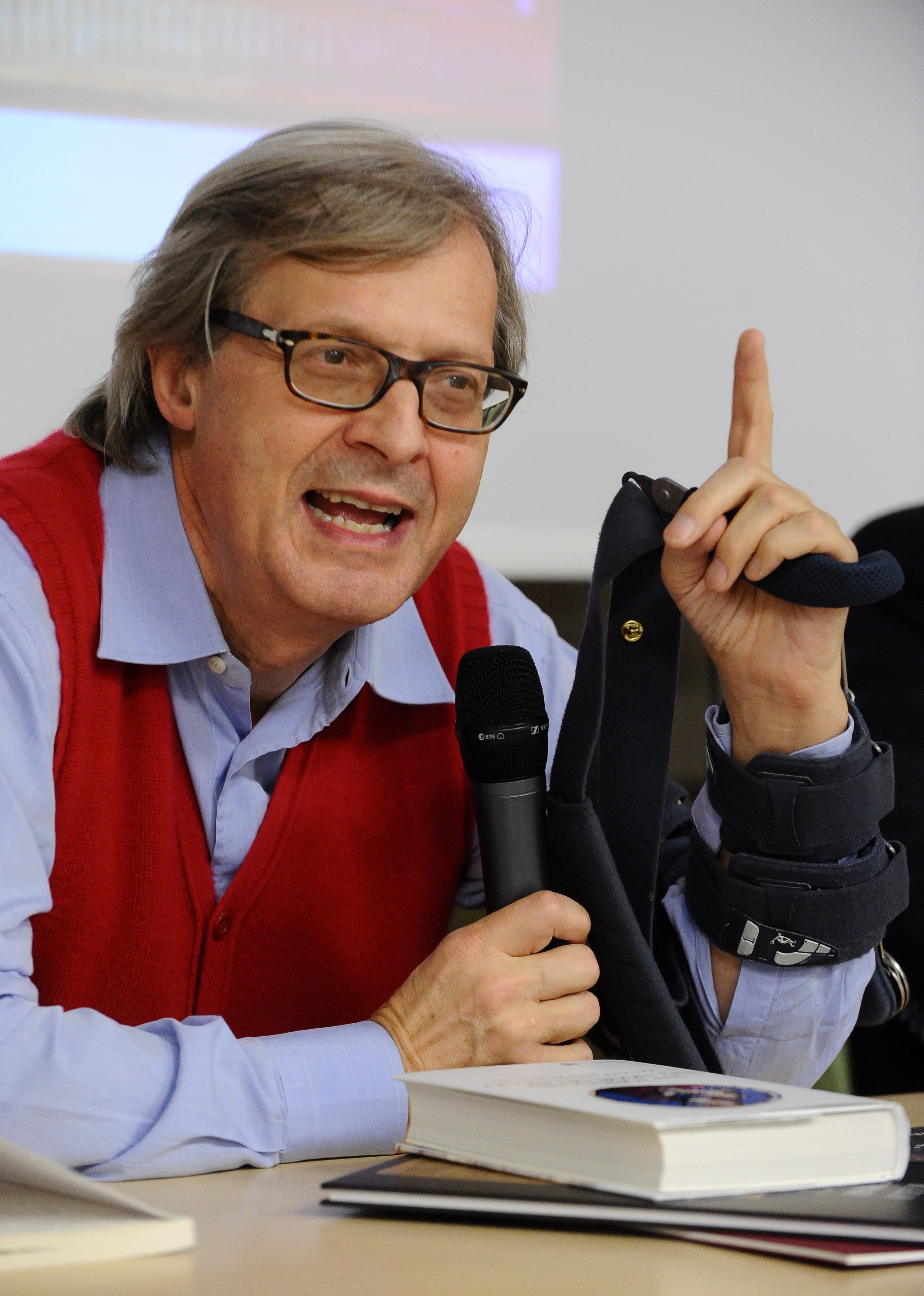
Sgarbi nel 2012 a Riva del Garda

Nel 2014 viene indicato dal presidente della Regione Lombardia Roberto Maroni come Ambasciatore dell'Expo 2015 per le belle arti ed è inoltre nominato, quale rappresentante della Regione Lombardia, come componente del Consiglio di Amministrazione della "Fondazione di diritto privato Bagatti Valsecchi" di Milano responsabile della gestione del Museo Bagatti Valsecchi.
Nell'aprile del 2019 viene nominato presidente del Museo d'arte moderna e contemporanea di Trento e Rovereto.

#### La polemica a Expo 2015

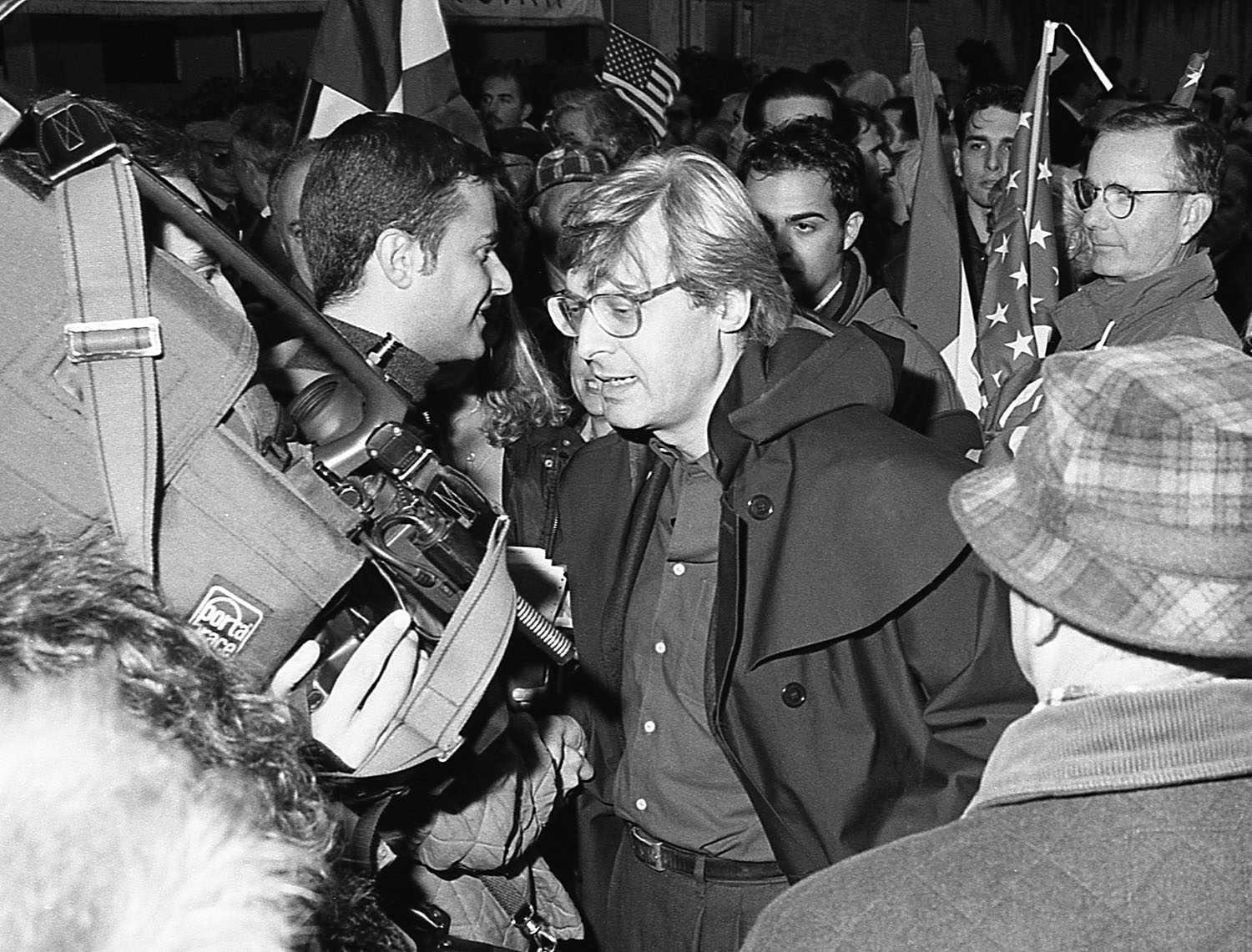
Vittorio Sgarbi alla manifestazione "Pro USA" a Piazza del Popolo a Roma il 10 ottobre 2001.

Nel 2015 si è reso protagonista di un'accesa polemica concernente il possibile prestito dei Bronzi di Riace all'Expo 2015. Al diniego dei responsabili del Museo nazionale della Magna Grecia di Reggio Calabria, basato su un pregresso parere di intrasportabilità valutato dall'Istituto superiore per la conservazione ed il restauro e dalla Soprintendenza per i beni archeologici della Calabria, Sgarbi ha dichiarato che le due statue sarebbero «ostaggio della 'ndrangheta» e del «pregiudizio che siano inamovibili», aggiungendo che «non c'è nulla di più movibile dei bronzi».
Al fine di ottenere le statue, Sgarbi e Maroni si sono rivolti al ministro per i beni culturali Dario Franceschini, chiedendone l'intervento. La commissione ministeriale, presieduta dall'archeologo Giuliano Volpe dell'Università degli studi di Foggia, ha sconfessato le tesi di Sgarbi, ribadendo l'intrasportabilità delle statue, e tale parere venne accolto dal ministro Franceschini, mettendo fine alla polemica.

### Carriera televisiva

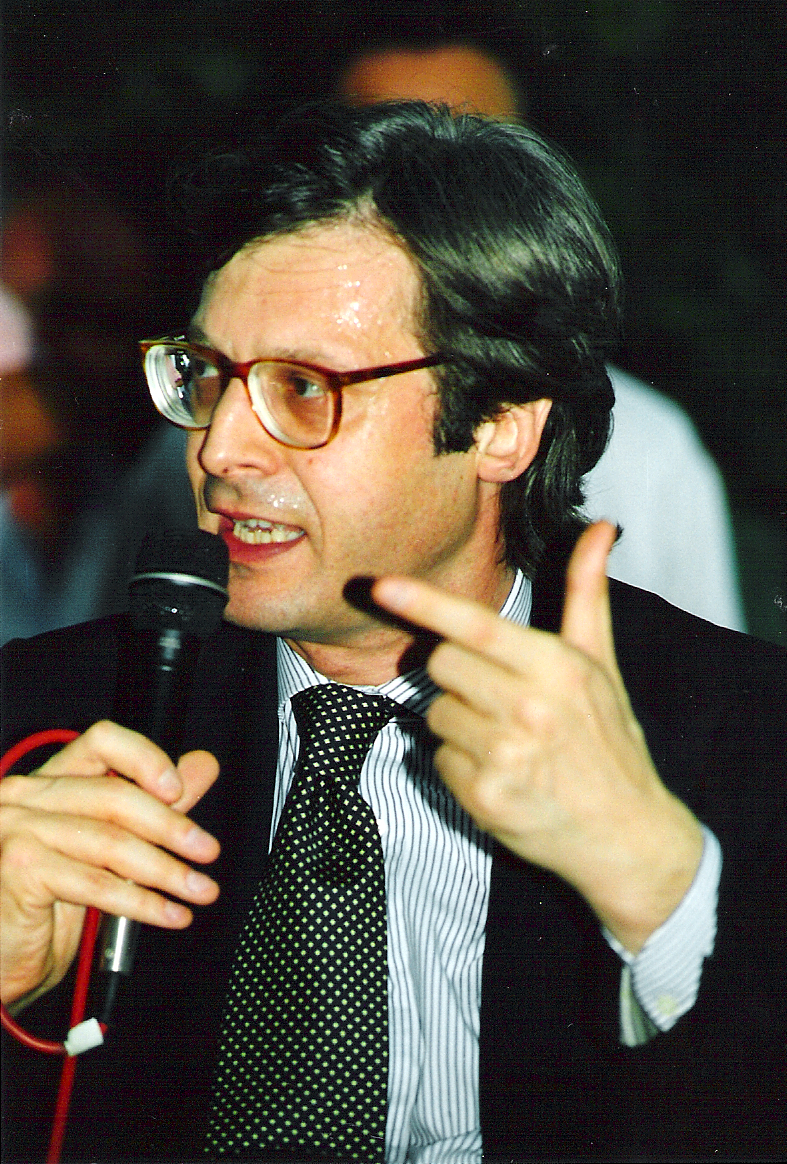
Vittorio Sgarbi

#### Polemica alMaurizio Costanzo Show
Sgarbi si affermò come personaggio televisivo a partire dal 1987 come ospite ricorrente della trasmissione televisiva Maurizio Costanzo Show, durante la quale alternava lezioni d'arte a dispute verbali con altri ospiti. In seguito a una lite poi divenuta celebre, fu condannato a pagare una multa di 60 milioni di lire.
L'uso strumentale della polemica per costruire un personaggio televisivo ha avuto eco anche nella serie a fumetti Alan Ford, nella quale il personaggio Insulto Ingiuria è palesemente ispirato a Vittorio Sgarbi.

#### Polemica con Federico Zeri
Nel 1989 augurò la morte al noto critico d'arte Federico Zeri (disse: «Io odio Federico Zeri e desidero la sua morte») nel corso di una puntata del Maurizio Costanzo Show. Secondo Sgarbi, Zeri ne aveva infatti preteso il licenziamento perché convinto della sua colpevolezza riguardo alle accuse della contessa trevigiana Pia Bressanin della Rovere. La Bressanin affermò che Sgarbi l'aveva indotta a consegnargli un quadro di Giovanni Agostino da Lodi, La cena di Emmaus, che il critico d'arte aveva riconosciuto nel Museo civico Luigi Bailo di Treviso, a cui la contessa l'aveva affidato anni prima.

#### Gli anni '90
La sua apparizione televisiva nei primi anni Novanta fu in generale salutata come una novità, anche se ci fu chi, come il critico televisivo Beniamino Placido, riconoscendo il fascino che il personaggio esercitava su un vasto pubblico, ne scherniva l'autorevolezza come critico d'arte unita allo stile poco ortodosso di divulgatore, definendolo in un suo articolo «il Fatuo Magico».
Dal 1992 al 1999 condusse il programma Sgarbi quotidiani su Canale 5. In una puntata rimase in silenzio per l'intera durata della trasmissione, ben 15 minuti, per protesta contro Berlusconi, a causa del divieto di criticare il Cavaliere nella sua campagna elettorale del 1994 nelle reti Fininvest. Berlusconi aveva infatti dichiarato: «Alla prima che mi fate vi licenzio e ve ne andate». Durante gli istanti finali di quella puntata mostrò ai telespettatori un foglio di carta con scritto: «Basta Sì». La puntata fu seguita da tre milioni e mezzo di spettatori, totalizzando il 20% di share.
Altro record di ascolti venne raggiunto, nel dicembre del 1997, da una puntata girata in esterna in cui venne intervistato dal giornalista Antonio Panei, in occasione della restituzione delle sculture raffiguranti tre teste (trafugate dal luogo del martirio di San Paolo e ritrovate da Sgarbi) ai monaci trappisti dell'Abbazia delle Tre Fontane.
Nel 1998 cerca di rompere l'embargo internazionale alla Libia del dittatore Mu'ammar Gheddafi, violando il blocco aereo e atterrando a Tripoli con due piccoli Piper decollati da Lampedusa. All'impresa partecipano anche l'editore Nichi Grauso, l'esperto d'arte Peter Glidewell, il regista Filippo Martinez e un giornalista del Corriere della Sera, Francesco Battistini.

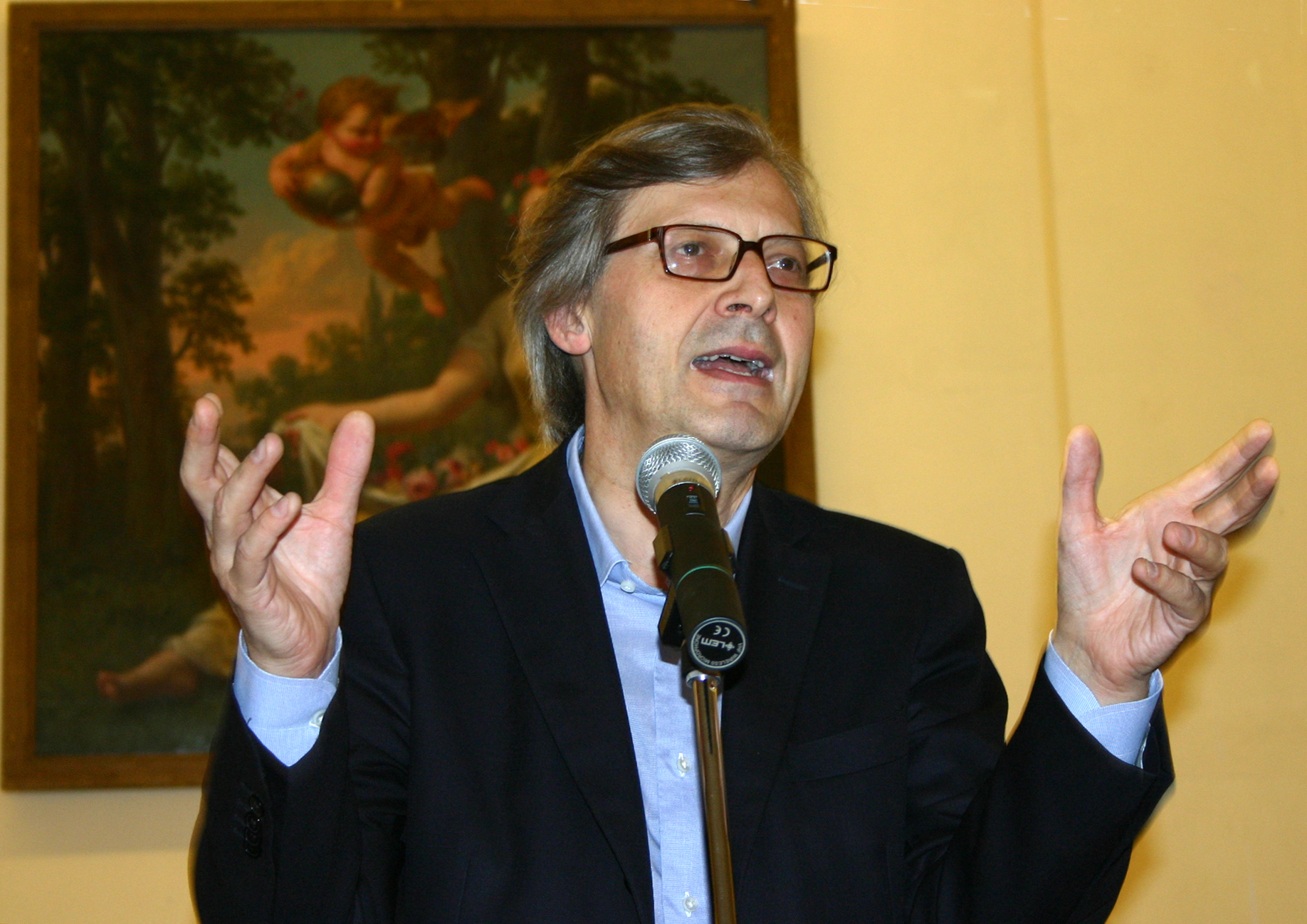
Sgarbi presenta una mostra a Milano (2007)

Poco dopo Sgarbi ebbe l'occasione di doppiare un personaggio dei Simpson, il gestore del banco, "Il lancio degli anelli", nella puntata Bart Giostraio.

#### Gli anni 2000
Nel 2006 è membro della giuria nella prima edizione del reality show La pupa e il secchione su Italia 1. Verrà però espulso dal programma a due puntate dalla fine, per via di un'accesa lite con un'altra giurata, Alessandra Mussolini. Nel 2010 è membro della giuria in due programmi: Il più grande italiano di tutti i tempi, condotto da Francesco Facchinetti su Rai 2, e la seconda edizione de La pupa e il secchione, condotto da Enrico Papi e Paola Barale su Italia 1. Il 18 maggio 2011 conduce un nuovo programma su Rai 1 intitolato Ci tocca anche Vittorio Sgarbi, che fa registrare un bassissimo risultato d'ascolti già alla puntata d'esordio (2.064.000 telespettatori, 8,27%). Visto il risultato, assolutamente scarso per il primo canale RAI, il programma viene interrotto dopo una sola puntata. Poco dopo dichiarerà «Ho sbagliato io, ora chiudiamo». Nella trasmissione, dedicata al tema della paternità, tra le altre cose il critico d'arte ha criticato le forme di energia eolica e solare.
Nel 2015 è ospite fisso nella trasmissione Virus - Il contagio delle idee, talk-show politico di Rai 2, con il suo spazio artistico-culturale all'inizio di ogni puntata.

### Carriera teatrale
Dopo esser stato a cavallo del 1999 e 2000 Direttore Artistico del festival estivo AstiTeatro, nel 2002 esordisce come regista teatrale con l'Opera Rigoletto prodotta dalla Fondazione Arturo Toscanini. Nel 2009 ha cominciato una sua tournée teatrale dal titolo, "Sgarbi l'altro". Nel 2010 ha dato vita a uno spettacolo teatrale con il pianista Nazzareno Carusi intitolato "Discorso a Due" e dedicato agli Anni di pellegrinaggio di Franz Liszt e alle opere di Michelangelo e Dante che ne hanno ispirato i maggiori capolavori. Culmine del "Discorso a due" è l'esecuzione del melologo ideato da Carusi giustapponendo alla sua esecuzione della lisztiana "Fantasia quasi Sonata - Dopo una lettura di Dante" la lettura da parte di Sgarbi dell'intero V canto dell'Inferno dantesco. Per questo progetto, nel 2011 gli viene assegnato il Premio Lunezia in coppia con Nazzareno Carusi. Nel 2015 esordisce in qualità di autore e interprete con lo spettacolo teatrale Caravaggio: il calendario registra il tutto esaurito. Tra il 2022 e il 2023 va in scena con lo spettacolo Pasolini-Caravaggio  e con quello su Antonio Canova.

### Attività politica
Politico spesso incline a cambiare schieramento, tant'è che alcuni lo hanno definito "il più grande trasformista d'Italia", si è più volte definito un liberale e un libertario, dichiarandosi favorevole alla liberalizzazione delle droghe di ogni tipo.

#### I primi anni
Nel 1975 s'iscrisse nella federazione giovanile dell'Unione Monarchica Italiana.
Alle elezioni amministrative del 1990 accettò di essere candidato al consiglio comunale di Pesaro per le liste del Partito Comunista Italiano, ma venne rifiutato per essersi proposto contemporaneamente come candidato nelle liste del Partito Socialista Italiano (PSI). Rinunciò così a Pesaro e si candidò al consiglio comunale di San Severino Marche (con il PSI), risultando eletto consigliere comunale e diventando, dal 1992 al 1994, sindaco della città, sostenuto dalla Democrazia Cristiana e dal Movimento Sociale Italiano. Fu poi assessore del comune dal 1996 al 2006 e consigliere comunale dal 2001 al 2006.

#### Dal 1992 al 2006

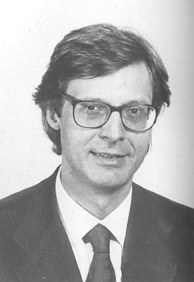
Sgarbi eletto alla Camera nel 1992

Alle elezioni politiche del 1992 viene candidato alla Camera dei deputati, tra le liste del Partito Liberale Italiano nella circoscrizione Cagliari-Sassari-Nuoro-Oristano, risultando eletto deputato con 11.438 voti di preferenze. Nella XI legislatura della Repubblica è stato membro della 7ª Commissione Cultura, scienza e istruzione e della Commissione parlamentare d'inchiesta sulle stragi.
Successivamente si avvicina al Partito Radicale di Marco Pannella, con cui sarà alleato nelle coalizioni guidate da Silvio Berlusconi nel 1994 e nel 1996. Nel 1994 è eletto deputato per Forza Italia nella circoscrizione Calabria, dopo essere stato sconfitto nel collegio uninominale di Osimo con il 25,56% contro il 34,42% del candidato dei Progressisti Luigi Giacco, ma subito s'iscrive al gruppo misto. È presidente della VII Commissione parlamentare (Istruzione). In questa legislatura è protagonista di una rissa con Umberto Bossi. Nel 1996 è eletto alla Camera per Forza Italia nella circoscrizione Friuli-Venezia Giulia, dopo essere stato sconfitto dal candidato della Lega Nord Edouard Ballaman nel collegio uninominale di Sacile (34,79% contro 42,52%). Si iscrive al gruppo misto.
Nel 1996 incontra il criminale di guerra Erich Priebke per congratularsi con lui per la sentenza del Tribunale militare che dichiarava estinto il reato di strage per l'eccidio delle Fosse Ardeatine. La sentenza venne successivamente annullata, e Priebke venne riconosciuto colpevole e condannato all'ergastolo.
Il 21 marzo 1999 fonda il movimento I Liberal - Sgarbi, con l'obiettivo di partecipare alle elezioni europee di quell'anno. Il simbolo tuttavia venne ricusato, in quanto il contrassegno elettorale conteneva anche il logo del PSDI e l'Ufficio elettorale della Cassazione negò che esso potesse essere validamente usato da Enrico Ferri, che non era più legale rappresentante di quel partito.
Nello stesso anno alle comunali di Ferrara si candida sindaco con l'appoggio di Forza Italia e di una lista radicale, arrivando secondo col 26,2% dei voti dietro il candidato di centrosinistra Gaetano Sateriale, eletto al primo turno con oltre il 54% dei voti. Risulta però eletto alle elezioni europee per Forza Italia nella circoscrizione Italia nord-orientale con 85.070 preferenze e lascia il consiglio comunale di Ferrara.
Pochi mesi più tardi il movimento I Liberal - Sgarbi si federa con Forza Italia ma partecipa comunque alle elezioni amministrative e regionali del 2000 con il simbolo dei Liberal Sgarbi - I Libertari, eleggendo con l'1,47% anche un consigliere regionale in Calabria; qui Sgarbi è candidato consigliere regionale per la provincia di Reggio Calabria ma con 218 preferenze non è eletto.
Nel 2001 Sgarbi viene rieletto deputato per Forza Italia nella circoscrizione Veneto 1, dopo aver perso la competizione per il collegio uninominale di Trieste-Muggia contro il candidato dell'Ulivo Riccardo Illy (41,90% contro 50,79%); a seguito dell'elezione si dimette da europarlamentare. Diventa quindi sottosegretario ai Beni culturali dal 2001 al giugno del 2002. L'incarico gli viene revocato dal Consiglio dei ministri a causa di numerose polemiche e tensioni con l'allora ministro Giuliano Urbani. Il casus belli è stata l'opposizione alla politica del governo sui beni artistici e culturali. Con il cosiddetto decreto taglia-deficit il governo prevedeva la possibilità di cedere dei beni dello Stato alla Patrimonio Spa e Infrastrutture Spa, società che avrebbero avuto il compito di gestire il patrimonio artistico e la facoltà di venderne alcune parti a privati. Sgarbi contestando la mancanza di un esplicito riferimento dell'inalienabilità dei tesori artistici e culturali italiani chiese le dimissioni di Urbani. La sua rinuncia all'incarico è avvenuta con una breve nota in cui Sgarbi afferma «non potendo condividere metodi e destino di questo ministero, metto a tua disposizione tutte le deleghe», mentre la conseguente risposta di Palazzo Chigi è stato un ugualmente stringato comunicato in cui si affermava «sono venute meno le condizioni per la permanenza dell'onorevole Sgarbi nella carica e nelle funzioni di sottosegretario». La polemica tra Urbani e Sgarbi ha portato Urbani a esprimere giudizi piuttosto duri sul critico «Preferisco citare il Federico Zeri su Sgarbi: narcisista, presuntuoso, impreparato, superficiale. Non sono parole mie, insisto, ma di Zeri. Basta consultare i suoi archivi a Mentana». In precedenza, prima della rimozione da sottosegretario, numerose polemiche avevano caratterizzato l'azione di Sgarbi fra cui far aprire fuori orario, spesso di notte, i musei per consentire ai suoi amici di visitarli. All'accusa, formalizzata in interrogazione parlamentare, Sgarbi ha ribadito "che nelle vesti di sottosegretario ai beni culturali ha visitato musei nelle ore notturne, e comunque al di fuori degli orari d'apertura al pubblico, giustificando tale fatto come opera di controllo verso i musei pubblici".
Alle elezioni europee del 2004 Sgarbi si candida nella lista Partito Repubblicano Italiano - I Liberal Sgarbi (detta anche "Partito della bellezza"), la quale ottiene tuttavia soltanto lo 0,7% dei voti e nessun eletto. A livello personale Sgarbi, candidato in tutte le circoscrizioni, ottiene al massimo 9.300 preferenze nella circoscrizione Italia meridionale.
Nello stesso anno, alle elezioni amministrative del 2004 è candidato dalla lista Partito Repubblicano Italiano - I Liberal Sgarbi come presidente della provincia di Grosseto, ottenendo il 2,42% e non risultando eletto, neanche in consiglio provinciale (vince il candidato di centrosinistra Lio Scheggi). Si candida anche con la stessa lista a consigliere alle elezioni provinciali di Belluno nel collegio Cortina d'Ampezzo-Livinallongo del Col di Lana-Colle Santa Lucia nella lista dei Riformatori Liberali a sostegno del candidato presidente Michele Bortoluzzi (2,02%) e alle elezioni provinciali di Cosenza nei collegi Cosenza I e Cassano all'Ionio a sostegno del candidato presidente Alessandro Fabiano (1,28%), ma non ottiene seggi in nessuno dei due casi. Inoltre, si candida a sindaco di Pompei sempre con il Partito Repubblicano Italiano - I Liberal Sgarbi, ottenendo il 4,44% e non riuscendo a entrare in consiglio comunale.
Nel 2005 abbandona la Casa delle Libertà e passa all'Unione. Propone la propria candidatura in vista delle elezioni primarie della coalizione di centrosinistra, ma deve successivamente ritirarsi in base alla regola che vietava la partecipazione alle primarie a chi avesse avuto incarichi politici nelle ultime due legislature guidate da Berlusconi. Alle elezioni politiche del 2006 decide di candidarsi con la Lista Consumatori, che appoggia la coalizione di centrosinistra, senza essere tuttavia eletto, avendo la formazione ottenuto solo lo 0,19% a livello nazionale.

#### Dal 2006 al 2010
In vista delle elezioni amministrative del 2006 si candida a sindaco di Milano, ma successivamente stipula un accordo con la candidata della Casa delle Libertà Letizia Moratti, che prevede il ritiro della propria candidatura. Dopo la vittoria della Moratti, Sgarbi ottenne l'incarico di assessore alla cultura. L'8 maggio 2008 la nomina ad assessore gli viene revocata dalla sindaca Moratti, che prese tale decisione dopo che Sgarbi aveva falsificato una delibera della giunta comunale che concedeva il patrocinio del comune a una mostra a tema LGBT, che la Moratti giudicava imbarazzante per la cittadinanza.
Il 30 giugno 2008, sostenuto dall'UDC, dalla DC e da una lista civica di centro, è eletto sindaco del comune di Salemi al ballottaggio con il 35,85%. Il 29 luglio seguente il TAR della Lombardia accoglie il ricorso con cui il critico d'arte contestava il «licenziamento» dal Comune di Milano reintegrandolo, di fatto, nelle funzioni di assessore. Sgarbi, tuttavia, con un comunicato emanato il giorno successivo alla decisione dei giudici, si dimette spontaneamente dalla carica di assessore, risolvendo alla radice il problema della incompatibilità con il ruolo di primo cittadino del comune belicino.
Eletto sindaco, nomina il cantante Morgan assessore all'ebbrezza, Oliviero Toscani e Peter Glidewell assessori al nulla e un poliziotto assessore all'antimafia. Tra le altre iniziative, ad agosto Sgarbi proclama Salemi "prima capitale dell'Italia tibetana", per esprimere solidarietà nei confronti dei monaci tibetani e condannare le ripetute violazioni dei diritti umani che essi hanno subìto da parte della Cina. Su idea di Oliviero Toscani, assessore alla creatività del comune, viene avviato un progetto per salvaguardare il patrimonio artistico della città vendendo al prezzo simbolico di 1 euro le case di Salemi distrutte dal terremoto del Belice a chi voglia restaurarle e risiedervi. L'iniziativa mediatica riscuote l'interesse di varie personalità come i coniugi Moratti, il cantante Lucio Dalla, il ministro Renato Brunetta e l'esperto d'arte Philippe Daverio.
Alle elezioni europee del 2009 Sgarbi si candida nella lista L'Autonomia nella circoscrizione Italia insulare, ottenendo 23.334 preferenze, ma a livello nazionale lo schieramento ottiene solo il 2,22%, insufficiente a ottenere seggi.

#### Anni 2010
Il 2 febbraio 2010 a seguito di un'indagine della Guardia di Finanza sull'uso illecito delle auto blu, preannuncia le sue dimissioni da sindaco di Salemi, ma non verranno mai ufficialmente confermate. Tra le altre cose, fa istituire a Salemi un museo della mafia, intitolato a Leonardo Sciascia e inaugurato dal presidente della Repubblica Giorgio Napolitano, dove offre documentazioni e materiale d'archivio per non dimenticare la storia oscura della Sicilia.
Alle elezioni regionali nel Lazio del 2010 è candidato nella lista Rete Liberal Sgarbi, appartenente alla coalizione di centrodestra, per la provincia di Roma, ottenendo 2.188 preferenze personali, ma la formazione raggiunge lo 0,63% a livello regionale, non riuscendo a conseguire seggi.
Nel febbraio 2012 gli ispettori nominati dall'ex ministro dell'Interno Roberto Maroni portano alla commissione tecnica del Viminale la proposta di scioglimento del comune di Salemi per "infiltrazioni mafiose". Sgarbi preannuncia le sue dimissioni da sindaco il 6 febbraio e si dimette effettivamente il 15; il 23 marzo il Consiglio dei Ministri scioglie l'amministrazione comunale per infiltrazioni mafiose. Sgarbi contesterà poi duramente la gestione del commissario straordinario Leopoldo Falco fino a quando questo verrà nominato Prefetto di Trapani e finanche in occasione della sua morte.
Nell'aprile dello stesso anno si candida come sindaco di Cefalù, sostenuto da tre liste civiche. Sia in primo sia in secondo grado i giudici lo ritengono incandidabile in virtù dell'art. 143 del D. Lgs. n. 267/2000 che prevede l'incandidabilità al primo turno elettorale utile per gli amministratori di enti sciolti per infiltrazioni mafiose, ma le elezioni si svolgono regolarmente il 6 e 7 maggio e Vittorio Sgarbi partecipa come candidato a sindaco perdendo la competizione elettorale, piazzandosi solo al terzo posto tra i vari candidati con il 16,8% dei voti, contro il 34,5% ottenuto dal sindaco eletto Rosario Lapunzina del Partito Democratico.
Il 7 luglio 2012 viene nominato assessore alla Rivoluzione del comune di Baldissero d'Alba., rimane in carica fino al 13 maggio 2014
Nello stesso anno fonda il Partito della Rivoluzione-Laboratorio Sgarbi. Sotto l'emblema di questo nuovo partito, si ricandida come sindaco di Salemi alle elezioni amministrative del 25 maggio 2014 ma con il 28% viene sconfitto dal candidato del centro-sinistra che prende il 35%.
Nel 2014 viene nominato assessore alla Rivoluzione, alla Cultura, all'Agricoltura, alla tutela del Paesaggio e del Centro Storico del comune di Urbino, incarico dal quale minaccia di dimettersi il 21 dicembre 2015, in seguito di una polemica contro l'installazione e la mancata rimozione di un albero di Natale, da lui non autorizzato e definito "un'inutile bruttura immorale"; tuttavia non formalizza le dimissioni e rimane assessore.
Il 3 giugno 2015 annuncia la propria candidatura come sindaco di Milano in vista delle elezioni comunali del 2016 ma, dopo aver tentato inutilmente di proporsi come candidato del centro-destra, il 10 febbraio 2016 rinuncia.

Tra il 2016 e il 2017, per otto mesi, è assessore al comune di Cosenza con delega al centro storico.

Logo di Rinascimento

Nel 2017 fonda Rinascimento, un nuovo movimento che pone al centro del proprio programma politico la bellezza, sulla quale ritiene essere necessario investire. Alle comunali di La Spezia con la lista civica Un Rinascimento per La Spezia sostiene Giulio Guerri, consigliere di opposizione al sindaco del PD e sostenuto anche dai fuoriusciti del Movimento 5 Stelle; al primo turno prende il 6,25% ma la lista di Sgarbi con 372 voti (0,97%) non ottiene alcun seggio e al ballottaggio sostiene il candidato del centro-destra Pierluigi Peracchini.
Per Rinascimento e Moderati in Rivoluzione (MIR) dell'imprenditore Gianpiero Samorì si candida come governatore alle elezioni regionali in Sicilia del 2017. Del movimento è entrato a far parte anche l'ex ministro Giulio Tremonti insieme al quale Sgarbi ha scritto il libro "Rinascimento. Con la cultura (non) si mangia". Il 29 settembre ritira la sua candidatura in cambio della promessa di essere nominato assessore alla Cultura in caso di vittoria di Nello Musumeci, candidato del centro-destra.
Il 29 novembre viene nominato dal presidente della Regione Siciliana Musumeci assessore ai Beni culturali e all'identità siciliana.
In vista delle elezioni politiche del 2018, il 28 gennaio con Sentenza di cassazione sez. elettorale, N. 01/2018, Rinascimento fa togliere il nome Sgarbi dalla lista "Rinascimento Sgarbi - MIR" in Friuli Venezia Giulia e si federa con Forza Italia, che indica Sgarbi come candidato della coalizione di centro-destra nel collegio uninominale Campania 1 - 03 (Acerra), venendo sconfitto in modo netto dal candidato del Movimento 5 Stelle nonché capo politico e candidato premier Luigi Di Maio (63,41% contro 20,37%); Sgarbi viene comunque eletto come capolista di Forza Italia nel collegio plurinominale Emilia-Romagna - 02. Per incompatibilità tra i due incarichi, il 4 aprile 2018 si dimette da assessore ai Beni culturali della regione Sicilia.
Alle elezioni amministrative del 2018 viene eletto sindaco di Sutri (Viterbo), con il 58,79% delle preferenze, pari a 2.207 voti, con la lista civica Rinascimento Sgarbi, superando lo sfidante Luigi Di Mauro con il 41,21%. Il 4 ottobre dello stesso anno decide di abbandonare il gruppo di Forza Italia alla Camera perché Silvio Berlusconi aveva annullato la sua visita a Sutri e si iscrive al gruppo misto.

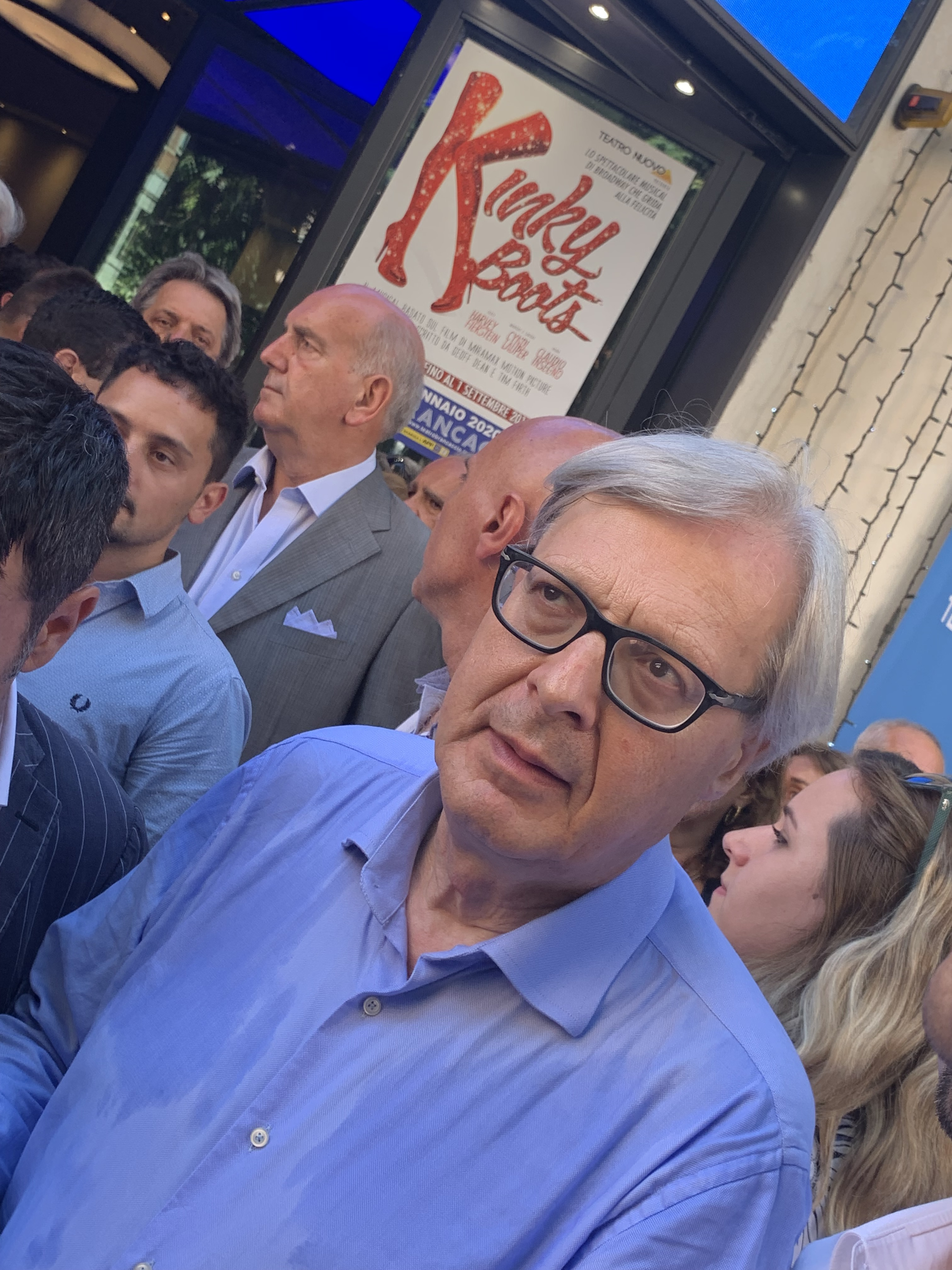
Sgarbi a una convention di Giovanni Toti del 2019

Il 6 dicembre 2019 aderisce a una nuova componente del misto "Noi con l'Italia-USEI-Cambiamo!-Alleanza di Centro".

#### Anni 2020
In vista delle elezioni regionali in Emilia-Romagna del 2020 viene annunciato come candidato capolista di Forza Italia nei collegi di Bologna, Parma e Ferrara, risultando l'unico eletto in tutti e tre collegi, raccogliendo 1.605 preferenze a Bologna, 755 a Parma e 741 a Ferrara; tuttavia non siederà nel consiglio regionale, data l'incompatibilità tra le cariche di deputato e consigliere regionale.
Il 18 febbraio 2021, diversamente dagli altri membri della componente di Noi con l'Italia-USEI-Rinascimento ADC, si astiene dal votare la fiducia al governo Draghi. Il mese seguente dichiara di avere avuto, senza saperlo, il COVID-19 come asintomatico e di avere un tumore.
Critico riguardo alla gestione della pandemia di COVID-19 in Italia, il 23 marzo 2022 in occasione di un’assemblea nazionale presenta il simbolo di “#IoApro Rinascimento” con il gruppo di ristoratori e di commercianti disobbedienti alle restrizioni imposte dal governo e all'obbligo del Green Pass. Lo stesso anno viene anche nominato assessore alla Bellezza a Viterbo. Il 27 luglio dello stesso anno #IoApro interrompe la collaborazione politica con Rinascimento, data l'intenzione manifestata da Sgarbi di presentarsi alle elezioni politiche anticipate del 25 settembre all'interno della coalizione di centro-destra.
Sgarbi viene poi candidato al Senato nel collegio uninominale Emilia-Romagna - 03 (Bologna) e come capolista nel collegio plurinominale Lombardia - 02, che comprende Milano e Monza, con Noi moderati, lista composta da Italia al Centro, Noi con l'Italia, Coraggio Italia e Unione di Centro. Sgarbi con 187.206 preferenze, pari al 32,32%, perde la sfida contro Pier Ferdinando Casini (40,07%) e non è rieletto in Parlamento, in virtù del mancato superamento della soglia di sbarramento del 3% da parte di Noi moderati.
Nel collegio uninominale Valle d'Aosta - 01, Giovanni Girardini, il candidato della lista di Sgarbi La Renaissance Valdotaine, arriva terzo con l'11,9% dietro al candidato del centro-sinistra Franco Manes e quella del centro-destra Emily Rini.
Nonostante la mancata rielezione, il 2 novembre dello stesso anno diventa sottosegretario al Ministero della cultura nel nuovo Governo Meloni.
In occasione delle elezioni regionali in Lazio e Lombardia del febbraio 2023, viene presentata la lista Noi moderati - Rinascimento Sgarbi a sostegno dei candidati del centro-destra Francesco Rocca e Attilio Fontana con Sgarbi candidato in prima persona in entrambe le regioni come capolista, risultando l’unico eletto in Lombardia con 873 preferenze (nel Lazio invece è il terzo della sua lista con 699 preferenze). Sgarbi annuncia che non farà l’assessore regionale decidendo di restare come consigliere “senza incertezze e per responsabilità verso gli elettori".
In vista delle amministrative di maggio non si ricandida a sindaco di Sutri, in polemica con Fratelli d’Italia, che gli preferisce un candidato vicino a Casapound; si presenta invece ad Arpino, comune di 6.700 abitanti della provincia di Frosinone. Sgarbi, sostenuto dall’amministrazione uscente, si presenta con la lista civica Rinascimento per Arpino - Sgarbi Sindaco e viene eletto sindaco con il 44%. Nel contempo Sgarbi è candidato anche come capolista della lista Celentano Sindaco (Rinascimento Sgarbi-Fare Italia) alle comunali di Latina a sostegno di Matilde Celentano, candidata del centro-destra che vincerà le elezioni; Sgarbi non viene eletto ma la lista con il 15% è la seconda della coalizione dopo quella di Fratelli d'Italia e riesce ad eleggere cinque consiglieri. La settimana seguente si dimette da consigliere regionale della Lombardia poiché il consiglio regionale ha stabilito che la carica è incompatibile con quella da sottosegretario.
Sgarbi viene accusato, a seguito di un’inchiesta de Il Fatto Quotidiano, di aver incassato, attraverso due società intestate a un suo collaboratore e alla compagna, circa 300.000 euro da inizio anno per attività extrapolitiche ovvero per conferenze, inaugurazioni, lezioni magistrali mentre ricopre la carica di sottosegretario. Il 31 ottobre 2023 l'Antitrust avvia un’istruttoria a seguito di una segnalazione trasmessale dal ministro della cultura Gennaro Sangiuliano per possibili condotte illecite legate ad attività incompatibili con la titolarità di una carica di governo. Nello stesso periodo è al centro delle polemiche per alcune indagini giudiziarie e il 2 febbraio 2024, a seguito della violazione della Legge Frattini (l. 215/2004, all’Art. 2 comma 1, lettera D), riguardante l’incompatibilità, per un titolare di cariche di governo, delle attività professionali o di lavoro autonomo in materie connesse con la carica di governo, annuncia le sue dimissioni da sottosegretario del Ministero della cultura, ritrattando, tuttavia, tali affermazioni il 4 febbraio, con l’annuncio di volerle "negoziare" con il governo. Il 5 febbraio dunque, nonostante l’accettazione delle dimissioni da parte della Presidente del Consiglio Giorgia Meloni, Sgarbi congela unilateralmente le proprie dimissioni, dichiarando un ricorso al TAR del Lazio. Il 9 febbraio, infine, dopo un ulteriore incontro con la Presidente Meloni, dichiara di essersi nuovamente dimesso; le dimissioni risultano ufficialmente accettate e quindi operative in data 13 febbraio.
Due mesi dopo annuncia la propria candidatura alle elezioni europee di giugno tra le file di Fratelli d'Italia nella circoscrizione meridionale. Con circa 23.000 preferenze raccolte si piazza solo decimo in lista senza essere eletto.

### Affiliazioni politiche
Da giovane Sgarbi ha fatto parte dell'Unione Monarchica Italiana, per poi collaborare strettamente con numerosi soggetti politici:

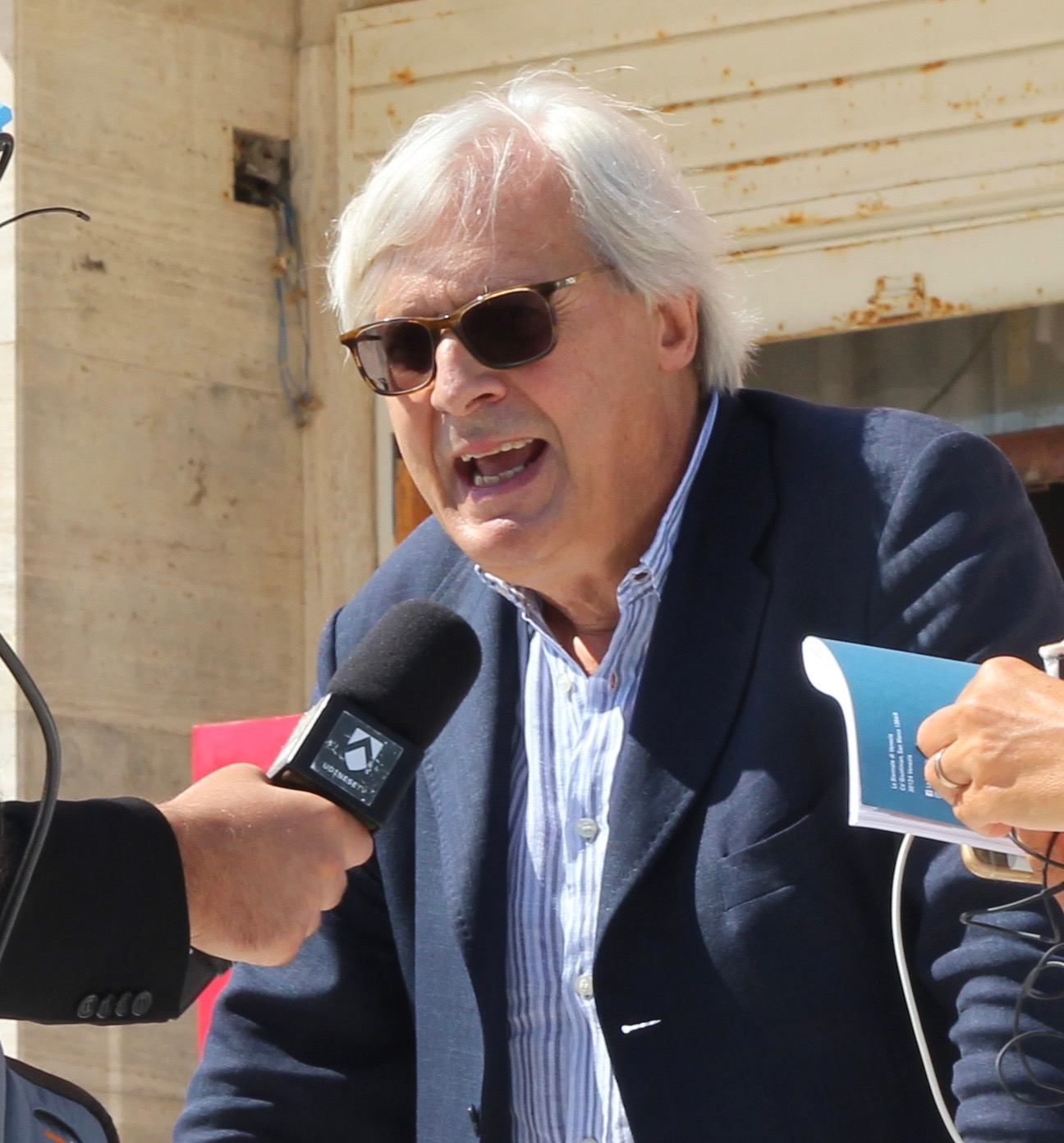
Sgarbi durante il Festival di Venezia 2020

- Partito Comunista Italiano[143], accettando la proposta di candidarsi al consiglio comunale di Pesaro, nel 1990, candidatura poi fallita per avere contemporaneamente accettato anche la proposta di candidato per il Partito Socialista Italiano, portando così al ritiro di entrambe le candidature;[144]
- Partito Socialista Italiano, per il quale è stato eletto nel 1990 consigliere comunale di San Severino Marche;
- Democrazia Cristiana-Movimento Sociale Italiano, alleanza con la quale è stato eletto sindaco di San Severino Marche nel 1992;
- Partito Liberale Italiano, per il quale è stato eletto deputato nel 1992;
- Forza Italia, con la quale è stato eletto deputato nel 1994, nel 1996, nel 2001 e 2018;
- Unione Federalista[145], che ha fondato nel 1995 e poi lasciato per aderire alla Lista Pannella-Sgarbi;
- Lista Pannella-Sgarbi, abbandonata dallo stesso Sgarbi prima delle elezioni;
- I Liberal Sgarbi, movimento da lui fondato nel 1999;
- "Polo Laico", movimento effimero esistito nel 2000 per garantire una rappresentanza alle elezioni dell'anno successivo ai Liberali e ai Radicali Italiani;
- Lista Consumatori[146], con la quale si è candidato, per le Politiche del 2006, senza essere eletto;
- UDC-DC[147], alleanza con la quale è stato eletto sindaco di Salemi nel 2008;
- Movimento per le Autonomie[148] con il quale è stato candidato alle Elezioni europee del 2009 nel cartello elettorale L'Autonomia nella circoscrizione Isole;
- Rete Liberal Sgarbi-Riformisti e Liberali nelle elezioni regionali 2010 del Lazio;[149]
- "Partito della Rivoluzione-Laboratorio Sgarbi", movimento politico fondato dallo stesso Sgarbi ufficialmente il 14 luglio 2012 (anniversario della Presa della Bastiglia all'inizio della Rivoluzione francese), con il quale si è ricandidato sindaco di Salemi nel maggio 2014, senza però essere rieletto;

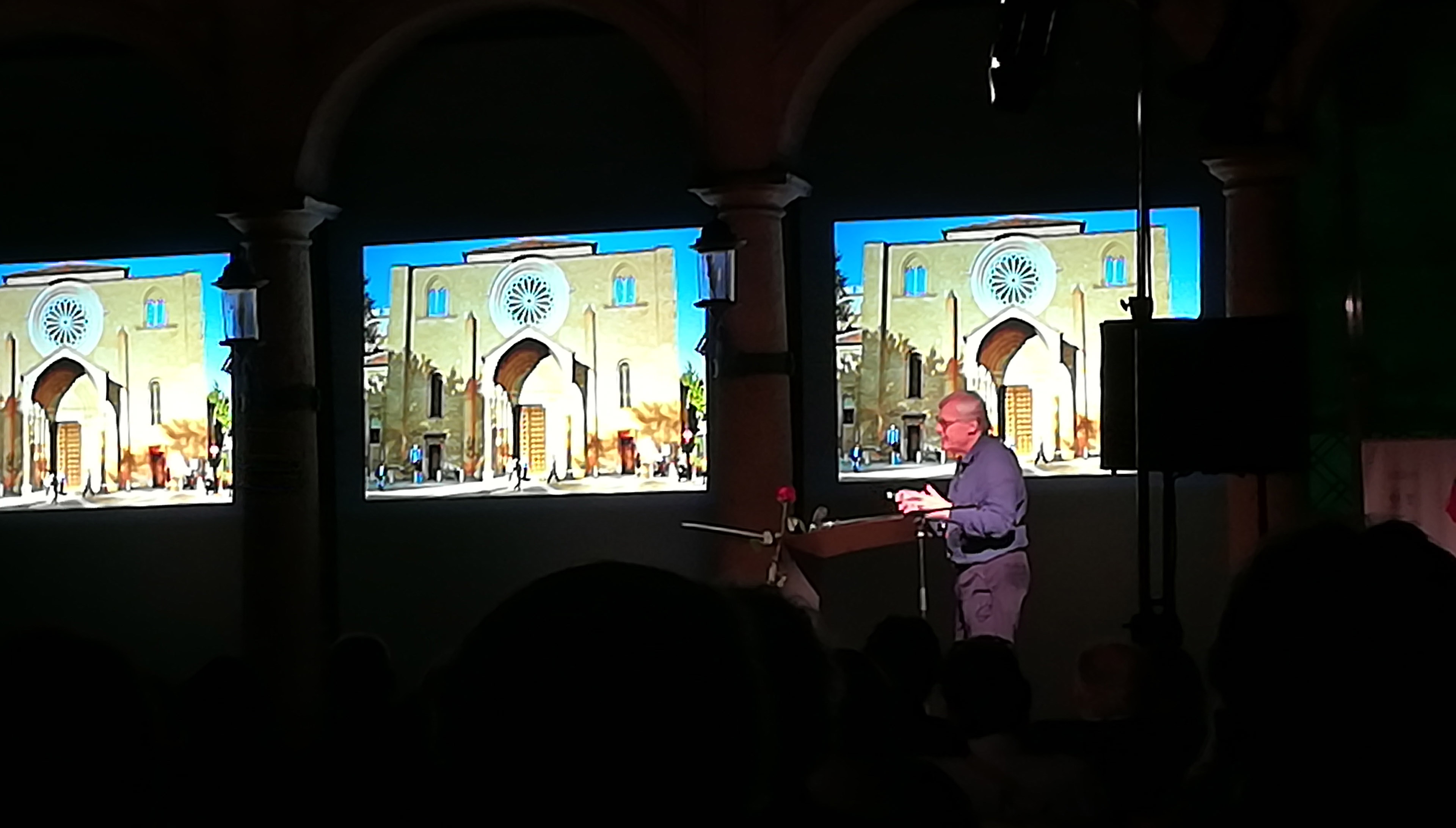
Sgarbi a Casalpusterlengo durante la lezione "I tesori di Lodi, Codogno e Casalpusterlengo"

- Intesa Popolare, partito fondato nel 2013 assieme a Giampiero Catone;[150]
- Rinascimento, partito da lui fondato con Giulio Tremonti nel 2017 con il quale inizialmente si candida come presidente della Regione Siciliana; in seguito appoggerà la candidatura di Nello Musumeci per la coalizione di centro-destra, che risulterà eletto. In vista delle elezioni politiche del 2018 il partito si federa con Forza Italia, ma in seguito torna ad essere gruppo politico autonomo che si presenterà solo a livello locale nel corso degli anni.
- Noi moderati, lista elettorale formata in vista delle elezioni politiche anticipate del 2022 con Sgarbi che non risulta rieletto pur diventando sottosegretario alla Cultura; l’anno seguente viene presentata una lista comune “Noi moderati - Rinascimento Sgarbi” alle regionali in Lombardia e Lazio.
- Fratelli d'Italia, per il quale si candida per le elezioni europee del 2024 senza essere eletto.[151]

### La depressione
Nel marzo del 2025 è stato ricoverato presso il Policlinico Gemelli di Roma a causa di una sindrome depressiva che lo affligge da tempo. Il ricovero si è reso necessario anche per il suo rifiuto di alimentarsi, uno degli effetti della sua condizione. Nel corso dell'ultimo anno, ha affrontato numerose difficoltà, tra cui le dimissioni da sottosegretario alla Cultura e alcune indagini relative alle operazioni su opere d'arte. Ha inoltre parlato apertamente dei suoi problemi di salute, tra cui un tumore alla prostata.

## Procedimenti giudiziari

### Concorso esterno in associazione mafiosa e voto di scambio (Archiviato)
Sulla base delle dichiarazioni del collaboratore di giustizia Franco Pino, nel novembre 1995 scattò un'operazione congiunta di carabinieri e polizia che portò all'arresto dell'avvocato Antonio Cersosimo e di Antonio Tursi Prato, ex consigliere regionale socialista che avrebbe fatto da intermediario con Giacomo Mancini per il quale tuttavia il GIP Durante non firmò l'ordine di custodia cautelare; sotto inchiesta finirono anche i parlamentari Sgarbi e Tiziana Maiolo di Forza Italia, rispettivamente presidenti della Commissione Cultura e Giustizia di Montecitorio e alle ultime elezioni politiche candidati in Calabria, con l'accusa di associazione mafiosa e voto di scambio poiché, secondo l'accusa, entrambi "avrebbero svolto un'attività di delegittimazione della struttura antimafia sia con interventi pubblici che con prospettiva legislativa tale da rendere meno efficaci le potenzialità dell'Antimafia in campo penale". I due parlamentari, tramite due avvocati, avrebbero sollecitato consensi ai clan e non solo cosentini offrendo come "compenso" una campagna politica delegittimante di giudici antimafia e pentiti e assicurando inoltre iniziative legislative per rendere meno efficace la lotta alle cosche. Tuttavia nel luglio del 1996 il sostituto procuratore nazionale antimafia Emilio Ledonne chiese ed ottenne dal GIP la richiesta di archiviazione per i due parlamentari poiché non erano stati trovati riscontri alle accuse; uscì dall'inchiesta anche l'avvocato Enzo Lo Giudice (difensore anche di Bettino Craxi), accusato di essere stato l'intermediario tra gli 'ndranghetisti e Sgarbi e Maiolo chiedendo voti in cambio di iniziative a favore dei detenuti in carcere per mafia.

### Condanne
Sgarbi ha subito diverse condanne penali e civili, principalmente pene pecuniarie per i reati di diffamazione e ingiuria; ha subito anche una condanna a 6 mesi e 10 giorni di reclusione con la condizionale.

#### Assenteismo e produzione di documenti falsi
Nel 1996, con sentenza della Pretura di Venezia, è stato condannato a 6 mesi e 10 giorni di reclusione per il reato di falso e truffa aggravata e continuata ai danni dello Stato, per produzione di documenti falsi e assenteismo nel periodo 1989-1990, mentre era dipendente del Ministero dei Beni culturali, con la qualifica di funzionario ai Beni artistici e culturali del Veneto, e al tempo della sua partecipazione al Maurizio Costanzo Show. Condannato a pagare un indennizzo di 700 000 lire, il critico d'arte si giustificò affermando che la sua assenza dall'ufficio dipendeva dall'impegno per la redazione d'un catalogo d'arte, e parlando di "arbitrio, discrezionalità e follia" a proposito della sentenza. All'inizio del 2016 Vittorio Sgarbi è stato riammesso in servizio nei ruoli della Soprintendenza di Venezia grazie al pronunciamento della sezione lavoro del Tribunale di Venezia (Presidente dottor Luigi Perina).

#### Diffamazione aggravata contro Caselli e il pool di Palermo
Il 14 agosto 1998, dopo il suicidio del magistrato Luigi Lombardini, in un'intervista a Il Giornale ne attribuì la responsabilità alle "inchieste politiche di Caselli [...] uomo di Violante", in quanto "il suicidio di Lombardini ha evidenziato la natura esclusivamente politica dell'azione di Caselli e i suoi" che "impudentemente frugano nella sua tomba [...] sul suo cadavere"; il 17 agosto 1998, ignorando i ringraziamenti dell'avvocato di Lombardini per la correttezza tenuta da Caselli nella conduzione dell'interrogatorio, nonché il positivo pronunciamento del CSM in merito, ne chiede "l'immediato arresto" nonché la "sospensione dal servizio e dallo stipendio". Alla successiva querela, l'intervistatore Renato Farina e il direttore Mario Cervi scelgono il patteggiamento, mentre Sgarbi la via del processo; a una delle udienze, tenute a Desio, «non si presenta in Tribunale, dicendo di essere a Bologna per un altro processo; il giudice telefona a Bologna e scopre che lì Sgarbi ha fatto lo stesso sostenendo di essere a Desio». Per queste affermazioni nel 1998 verrà condannato dalla Cassazione per diffamazione aggravata sulle indagini del pool antimafia di Palermo guidato da Gian Carlo Caselli, oltre a 1 000 € di multa.
Vi è chi, di fronte a questo pronunciamento, ha sostenuto che la condanna sarebbe occorsa per aver Sgarbi definito le indagini "politiche", esercitando il proprio diritto di critica. Questa ricostruzione è stata contestata da Marco Travaglio, per il quale "criticare significa affermare che un'inchiesta è infondata, una sentenza è sbagliata. Ma sostenere che un PM e l'intera sua Procura sono al servizio di un partito, agiscono per finalità politiche, usano la mafia contro lo stato, non è criticare: è attribuire una serie di reati gravissimi, i più gravi che possa commettere un magistrato".

#### Condanna civile per ingiurie contro Marco Travaglio
Il 1º maggio 2008, durante la puntata televisiva di AnnoZero, Vittorio Sgarbi si rivolse al giornalista Marco Travaglio con insulti molto pesanti: "Siamo un grande Paese con un pezzo di merda come te". Il 10 dicembre 2009 il Tribunale civile di Torino condanna Sgarbi a 30 000 € di risarcimento per ingiurie e al pagamento delle spese legali. Il giudice ha anche stabilito la pubblicazione della sentenza su la Repubblica e La Stampa.
Il 6 ottobre 2010 è stato nuovamente condannato al pagamento di 35 000 €, avendo affermato "Mi correggo. Travaglio non è un pezzo di merda. È una merda tutta intera" dapprima sulle colonne del quotidiano online "La voce d'Italia" e, due giorni dopo, dagli studi di Domenica Cinque, il programma televisivo condotto da Barbara D'Urso.

#### Diffamazione contro Roberto Reggi
Nel luglio 2009 Sgarbi è stato condannato per diffamazione: la sentenza è stata emessa dal tribunale di Monza. Il critico d'arte infatti insultò Roberto Reggi, sindaco di Piacenza, dai microfoni di RTL 102.5; il pubblico ministero aveva chiesto 4 mesi, ma la pena fu poi inasprita a 6 mesi. Tuttavia grazie all'indulto la pena fu sostituita da un risarcimento pecuniario da versare nelle casse del comune piacentino.

#### Diffamazione contro Raffaele Tito
Nonostante la sopraggiunta prescrizione che ha "cancellato" il reato di diffamazione, il 26 maggio 2010 Sgarbi è stato condannato dalla Corte d'appello di Venezia al pagamento di 110 000 € come risarcimento al procuratore aggiunto di Udine ed ex PM di Pordenone Raffaele Tito per averlo pesantemente diffamato, nel 1997, nel corso di alcune puntate di Sgarbi quotidiani andate in onda su Canale 5. L'ammontare del risarcimento è stato ridotto di un quarto rispetto a quello stabilito in primo grado, in quanto per una delle trasmissioni incriminate Sgarbi è stato dichiarato non punibile. L'intero iter giudiziario è durato ben 13 anni in quanto i legali di Sgarbi, dopo la condanna di primo grado a un anno e un mese di reclusione intervenuta nel 2001, avevano fatto ricorso alla Corte costituzionale rilevando l'insindacabilità delle sue affermazioni in quanto all'epoca il critico era parlamentare, ma la Consulta rispedì gli atti al Tribunale rigettando l'istanza e dando il via libera al processo.

#### Ingiuria contro Gianfranco Amendola
Con sentenza del 15 settembre 2003 del Tribunale civile di Roma, Sgarbi è stato condannato al pagamento a favore del magistrato Gianfranco Amendola di 30 000 euro, oltre alle spese legali, per le frasi ingiuriose pronunciate nel corso di una serata del Maurizio Costanzo Show nel 1993, quali, come da sentenza, "incapace, ignorante, bugiardo, maiale". Dieci anni di causa di primo grado scandite da intervenute modifiche di legge e da una sentenza della Corte costituzionale che annullò la delibera di insindacabilità a favore di Sgarbi adottata dalla Camera dei Deputati. Sentenza confermata nel 2009 dalla Corte d'appello di Roma con condanna a ulteriori spese legali, passata successivamente in giudicato.

#### Diffamazione contro Ilda Boccassini (confermata in Cassazione)
Nel maggio 2011 la Corte di Cassazione, con sentenza n. 10214, confermò la condanna al risarcimento per danni da diffamazione, a favore del PM milanese Ilda Boccassini, a carico di Sgarbi e del circuito televisivo di Mediaset. La Suprema Corte respinse il ricorso con il quale Sgarbi e Reti Televisive Italiane sostenevano la liceità di alcune espressioni usate nella trasmissione Sgarbi quotidiani, andata in onda il 16 febbraio 1999, durante la quale la Boccassini veniva criticata in relazione all'inchiesta sul capo dei GIP della Capitale, Renato Squillante. Sgarbi e RTI sono stati condannati a rifondere in solido Boccassini con 25 822 euro.

#### Civile per diffamazione contro il pool di Mani pulite (confermata in Cassazione)
Nel 2011, a seguito di una vertenza che durava dal 1994, Sgarbi si accordò a versare 60 000 euro a tre ex PM del pool di Mani pulite di Milano, Piercamillo Davigo, Gherardo Colombo e Francesco Greco, per poi rifarsi sui giornali che avevano pubblicato le dichiarazioni (Avvenire e il Giornale), peraltro pronunciate e ripetute nel programma tv Sgarbi quotidiani. Nel 2015 invece la Cassazione addebitò al solo Sgarbi il risarcimento, obbligandolo a pagare tale somma ai tre diffamati. Sgarbi li aveva definiti "assassini", in riferimento al suicidio in carcere di Gabriele Cagliari e a quelli di altri indagati a piede libero, come Raul Gardini e Sergio Moroni. Sgarbi disse in particolare:
Non sono invece rientrati nel procedimento gli altri giudici: Borrelli, Di Pietro e il defunto D'Ambrosio.

#### Oltraggio e resistenza a pubblico ufficiale
In seguito a un episodio in cui Vittorio Sgarbi avrebbe insultato quattro Carabinieri e intimato al suo autista a non fermarsi di fronte al loro "Alt" presso Expo 2015 a Milano, il soggetto è stato condannato nel luglio 2016 a versare 11 000 euro di risarcimento: 1 000 all'Arma dei Carabinieri e 10 000 ai quattro carabinieri.

#### Diffamazione di Nino Di Matteo
Nel maggio 2018 il giudice monocratico di Monza Bianchetti ha condannato Vittorio Sgarbi a sei mesi di reclusione per avere diffamato, su Il Giornale, il magistrato palermitano Nino Di Matteo, dato che il 2 gennaio 2014 aveva scritto: «Riina non è, se non nelle intenzioni, nemico di Di Matteo. Nei fatti è suo complice». A tre mesi, per omesso controllo, è stato condannato il direttore del quotidiano Alessandro Sallusti. Entrambi hanno avuto la sospensione della pena.

#### Diffamazione contro Italo Tomassoni
Condannato a una multa di 20 000 euro e al risarcimento di 20 000 euro per aver diffamato il critico d'arte Italo Tomassoni.

#### Diffamazione contro Virginia Raggi
Nel gennaio 2024 il giudice monocratico di Roma ha condannato Vittorio Sgarbi alla pena pecuniaria di 2 000 euro per diffamazione nei confronti dell'ex sindaco di Roma Virginia Raggi a causa delle sue parole in una trasmissione televisiva nel febbraio 2018, quando paragonò la città di Roma alla città di Palermo di Vito Ciancimino. Nei confronti di Sgarbi è stata prevista anche una provvisionale di 20 000 euro.

### Prescrizioni
Condanna per diffamazione contro Caselli e Orlando (prescritta in Cassazione)
Il 7 aprile 1995 ha letto a Sgarbi quotidiani una lettera sui "veri colpevoli" dell'assassinio di Don Pino Puglisi, non rilevandone le generalità essendo priva di firma, ma da lui attribuita a un sedicente amico del sacerdote assassinato; la missiva accusava come mandante il procuratore Caselli e, secondo quanto riportato da Marco Travaglio, come «killer Leoluca Orlando e Michele Santoro», intendendo quindi che tutti e tre erano i responsabili morali, avendone fatto "un sicuro bersaglio"; la lettera riporta anche delle parole attribuite da essa a don Puglisi stesso:
Caselli in vita sua non conobbe mai don Puglisi.
Per queste dichiarazioni Sgarbi è stato condannato per diffamazione in primo e secondo grado. Nel suo libro Un magistrato fuorilegge, Caselli ha affermato che la Cassazione ha in seguito dichiarato la prescrizione del reato, ma Sgarbi, tramite il suo avvocato, ha contestato questa ricostruzione sostenendo che la Cassazione aveva invece annullato le precedenti sentenze rimandando quindi il tutto a un nuovo giudizio che non c'è mai stato per l'intervenuta prescrizione.

### Assoluzioni
Diffamazione dei giudici Franco Battaglino e Paolo Gengarelli di Rimini
Commentando la richiesta, da parte dei due magistrati, di acquisire le cartelle cliniche del fondatore di San Patrignano Vincenzo Muccioli, Sgarbi aveva detto: "Nessuna pietà per questi giudici. Per salvaguardare la dignità di piccoli uomini dovevano insultare un uomo che sta morendo. Mentalità di uomini di paese che si comportano come vigili urbani...".
Resistenza a pubblico ufficiale
Nel 2015 Sgarbi ha avuto un diverbio con alcuni agenti di polizia locale per una contravvenzione stradale compiuta nell'area Expo a Milano. A seguito di questa lite, nella quale è stato riconosciuto colpevole di oltraggio a pubblico ufficiale, ha tentato di forzare col proprio autista il posto di blocco, costringendo un agente a indietreggiare. La richiesta di condanna del PM in primo grado è stata di 1 anno e 6 mesi. Il 12 marzo 2018 la Corte d'Appello di Milano dichiara il "non doversi procedere" per Sgarbi ai sensi del 'ne bis in idem' e il suo autista viene assolto.
Diffamazione a un consigliere di Trento
A inizio 2024 il Tribunale di Macerata lo ha assolto, poiché il fatto non costituisce reato, dall'accusa di aver diffamato Alex Marini, un consigliere provinciale del Movimento 5 Stelle di Trento il quale nel 2019 aveva espresso pubblicamente la sua contrarietà alla nomina di Sgarbi alla presidenza del Mart; Sgarbi in risposta aveva apostrofato Marini con epiteti offensivi.

#### Sottrazione fraudolenta al pagamento delle imposte e il caso delle attività extrapolitiche
Nell'ottobre 2023 finisce al centro delle polemiche poiché indagato con l’accusa di sottrazione fraudolenta al pagamento delle imposte per non aver pagato debiti con l'Agenzia delle entrate per oltre 700.000 euro (imposte dirette e Iva che non avrebbe pagato tra il 2012 e il 2019) e per aver nascosto al fisco il possesso di un dipinto di Vittorio Zecchin del valore di quasi 150.000 euro, attribuendone la proprietà alla sua compagna Sabrina Colle, anch’essa indagata. Nel marzo del 2024 la Procura di Roma chiede il rinvio a giudizio per Sgarbi con l'accusa di sottrazione fraudolenta al pagamento delle imposte. Nel settembre seguente il GUP dispone il non luogo a procedere per Sgarbi e la compagna con il totale proscioglimento dal reato di sottrazione fraudolenta al pagamento delle imposte perché il fatto non sussiste.

### Procedimenti in corso

#### Diffamazione contro Daniele Benati
Nel 2015 gli viene recapitato l'avviso di fine indagine per diffamazione nei confronti dello storico dell'arte Daniele Benati, presidente della sezione bolognese di Italia Nostra, nell'ambito di una lite sulla mostra Da Cimabue a Morandi curata dal critico ferrarese.

#### Esportazione illecita di opere
Nel 2021 viene indagato dalla procura di Siracusa, insieme alla sua compagna Sabrina Colle, con l'accusa di esportazione illecita del Concerto con bevitore, dipinto del '600 attribuito a Valentin de Boulogne valutato 5 milioni di euro, acquistato da Sgarbi nel 2014 per soli 10.000 euro e ritrovato dai Carabinieri nel Principato di Monaco; secondo l'accusa, Sgarbi avrebbe tentato di vendere la tela pur non essendo in possesso dell'attestato di libera circolazione o della licenza di esportazione. In un'altra inchiesta il critico d'arte è accusato di avere certificato come autentiche 32 opere di Gino De Dominicis pur sapendo che si trattava di falsi. Nel 2019 a Noto i Carabinieri avevano sequestrato diverse opere ritenute false ed esposte in una mostra organizzata da Gianni Filippini, impresario ritenuto vicino a Sgarbi che si è scoperto fare da intermediario per la vendita all'estero del Concerto con bevitore; Sgarbi, intervistato da un inviato di Report, ha negato di esserne il proprietario e ha aggiunto che si trattava di una copia.

#### Furto di beni culturali

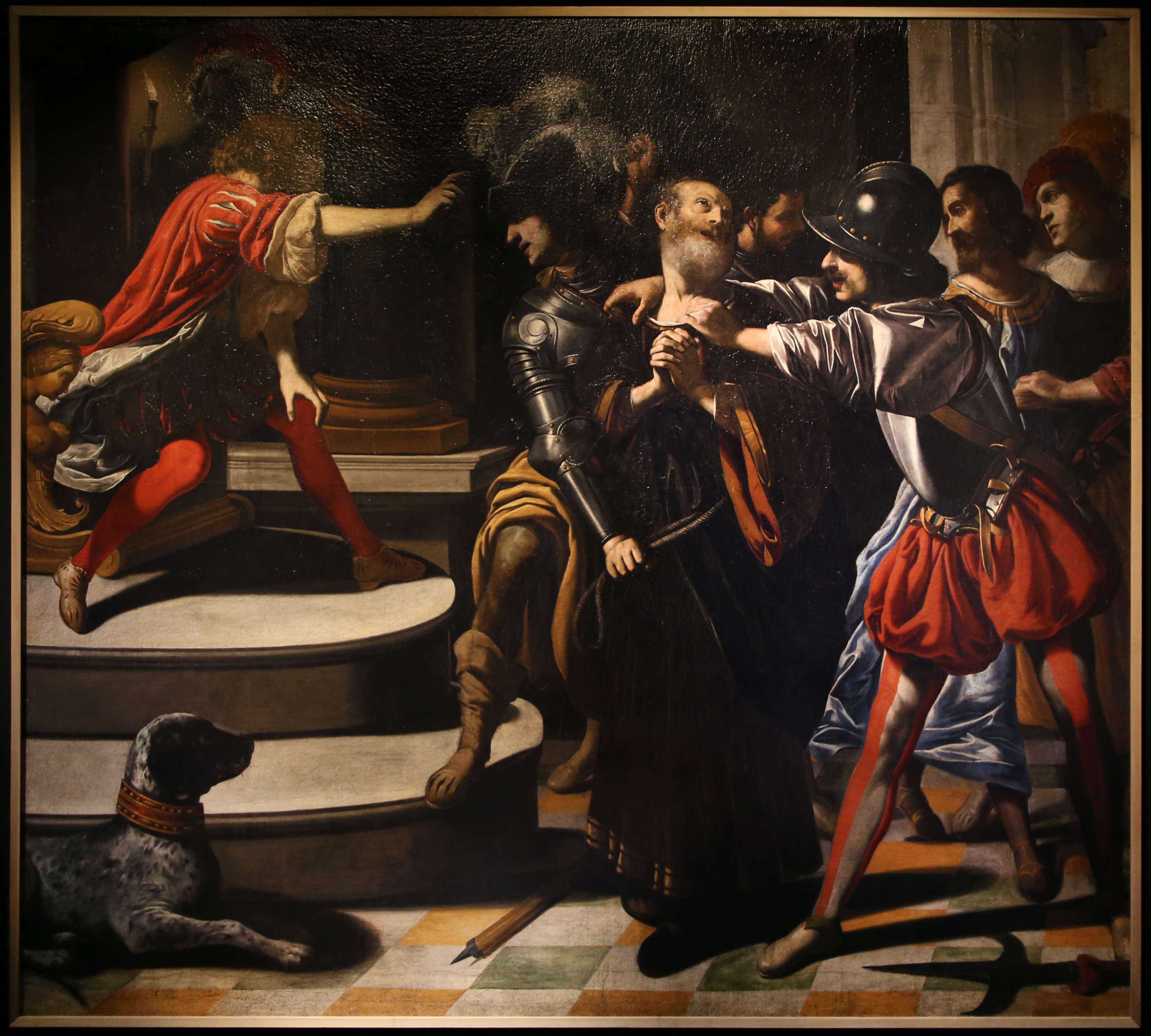
Cattura di san Pietro di Rutilio Manetti, opera al centro dell'indagine di furto di beni culturali.

Nel gennaio 2024 viene indagato per furto di beni culturali in relazione a un dipinto detto della Cattura di san Pietro di Rutilio Manetti, opera del '600 di proprietà di Margherita Buzio, trafugata dal castello di Buriasco nel febbraio 2013. Nel dicembre 2021, inaugurando una mostra da lui curata alla Cavallerizza di Lucca, Sgarbi presentò un quadro inedito di Manetti del medesimo soggetto, anche se con alcune differenze iconografiche e di misure. Sgarbi sostenne nella scheda di catalogo di aver rinvenuto il dipinto all'interno di villa Maidalchina, una residenza nobiliare di San Martino al Cimino acquistata da sua madre nel 2000 e in seguito divenuta proprietà della Fondazione Cavallini-Sgarbi, e che quindi non potrebbe trattarsi della stessa opera trafugata.
Tuttavia, nell’ottobre 2024 il pittore e noto copista Pasquale (detto Lino) Frongia, intervistato da il Fatto Quotidiano, ha dichiarato di avere realizzato su incarico di Sgarbi le suddette modifiche iconografiche su un quadro seicentesco che ne era privo. Inoltre, il medesimo quotidiano riporta che, secondo una perizia dell’Istituto centrale per il restauro, "Per materiali costitutivi, tecnica esecutiva e morfologica del degrado, il dipinto [sequestrato allo Sgarbi] coincide con i frammenti consegnati dalla signora Buzio [rimasti in situ] e si ritiene, pertanto, sia lo stesso provento di furto e oggetto di denuncia il 14 febbraio 2013".

## Credenze religiose
Il rapporto tra Vittorio Sgarbi e la fede è alquanto complesso: spesso si è dichiarato cattolico. Infatti durante la trasmissione Confronti, Sgarbi ha detto di «essere fiero di essere cattolico». In due interviste del 2019 - l'una con il Corriere della Sera, l'altra da Io e te su Rai 1 - ha rilasciato due dichiarazioni: nella prima ha dichiarato di credere all'esistenza di un Dio e che la prova definitiva della sua esistenza ne sono l'arte e tutte le manifestazioni benevole dell'uomo («Credere è una forma di presunzione; al massimo si può credere di credere. La ragione non ne darebbe motivo: Dio è indimostrabile, quindi non c’è. La dimostrazione che Dio esiste è una sola. ( [...] ) L'arte. C’è della divinità nell'uomo, perché l’artista aggiungendo bellezza al mondo continua la creazione. Attraverso l’arte l’uomo si immortala. Dante direbbe che “s'etterna”»); nella seconda ha ammesso di considerarsi cattolico per una questione culturale e filosofica, vedendo nel cristianesimo più una filosofia dell'uomo che una religione, secondo cui l'idea di Dio non è altro che un principio di perfezione che spinge gli uomini a perseguire gli scopi più alti.
Più volte Sgarbi ha attaccato l'UAAR, associazione italiana di atei e agnostici razionalisti: nel novembre 2009, durante la trasmissione Domenica Cinque, Sgarbi ha attaccato la tesoriera dell'UAAR, definendola «ignorante come una capra». Nel gennaio 2010, durante la trasmissione La vita in diretta, Sgarbi ha rivolto pesanti attacchi all'associazione, accusandola di essere una «associazione di zucche vuote» e mettendo in dubbio la legittimità dell'esistenza delle associazioni atee; accusò l'associazione di essere «peggio di una religione organizzata».
Nel 2009, su il Giornale, Sgarbi ha affermato che se le chiese moderne sono brutte è colpa di architetti atei.
Nel 2016, nel corso della trasmissione Fuori onda, su La 7, in una puntata nella quale si affrontava un dibattito sulle unioni civili, criticò il matrimonio in generale, definendolo un'istituzione inutile. Prendendo a riferimento il passo della Bibbia relativamente alla lettera di San Paolo agli Efesini, nel quale il Santo ammoniva le mogli di «essere soggette ai propri mariti come al Signore», aggiunse, «Il mondo cristiano non c'è più, è finito. Il mondo cristiano è stata una grande illusione che è ancora nei cuori di molti, ma la vita di ogni persona ne contraddice ogni principio».
Sempre nel 2019, nel corso della trasmissione L'aria che tira, si mostrò in disaccordo rispetto all'arcivescovo Vincenzo Paglia, in riferimento al caso di Noa Pothoven, difendendo il suo estremo gesto come «un atto di vita supremo»: «Dio non può essere usato per fingere di poter riscattare chi non vuole esserlo» e «che deve consentire anche di uccidersi». Nel corso della trasmissione il sacerdote replicò sostenendo che l'amore è un atto di Dio e che bisogna intervenire quando qualcuno sta soffrendo, come nel caso della ragazza, ma Sgarbi replicò a sua volta dicendo «non può usare Dio a suo uso e consumo».

## Collezionismo

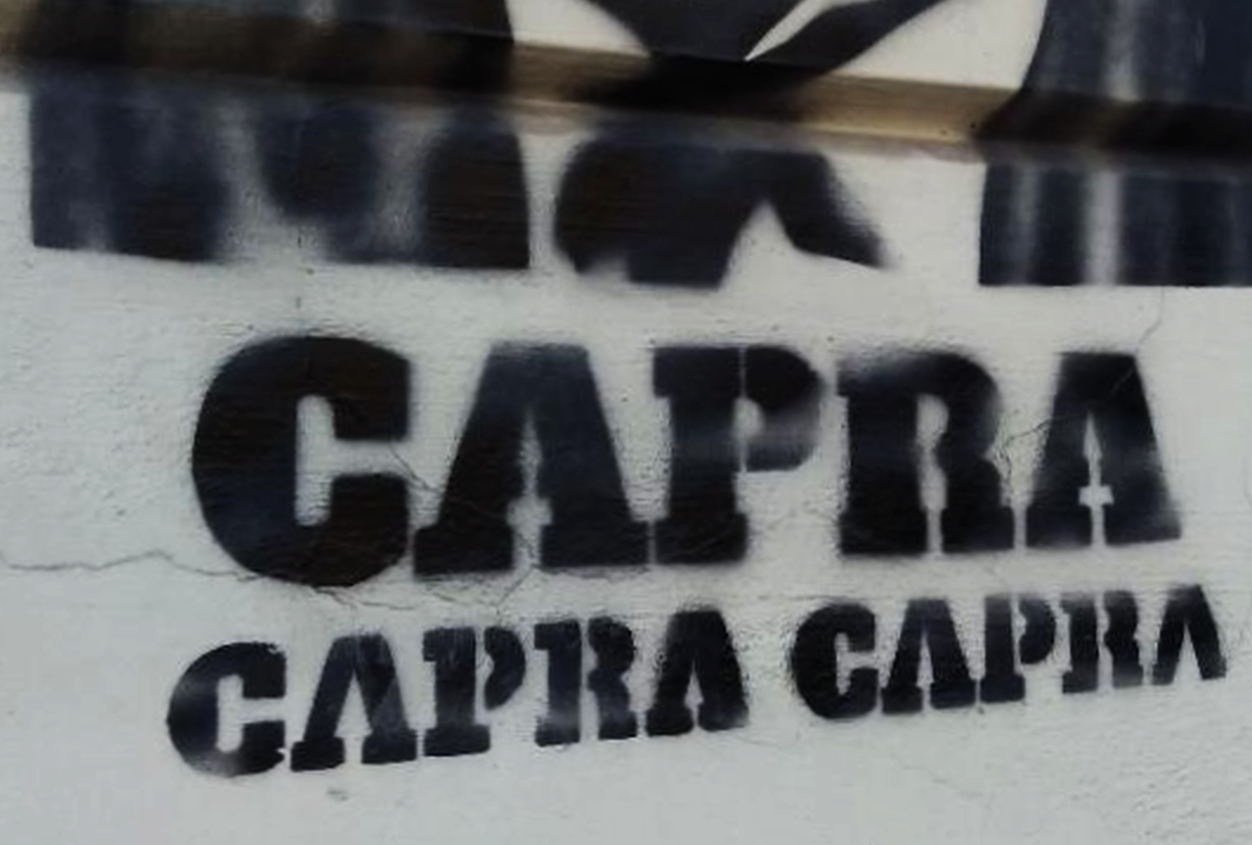
CAPRA CAPRA CAPRA - stencil a Torino (fotografato nel 2019)

Sgarbi si è dedicato alla collezione di libri antichi e ha formato una biblioteca con 280.000 volumi, tra cui alcuni antichi e rari, come tutte le prime edizioni degli scritti di Giorgio Vasari. Ha poi collezionato dipinti e sculture con la collaborazione dei suoi familiari, tra cui sua madre Rina Cavallini. La Collezione Cavallini-Sgarbi è costituita da oltre 500 opere: molti sono i dipinti, poi sculture e manufatti prevalentemente antichi di vario tipo.

## Opere
- Il populismo nella letteratura italiana del Novecento, Messina-Firenze, D'Anna, 1977.
- Carpaccio, Bologna, Capitol, 1979; Milano, Fabbri Editori, 1994, ISBN 88-450-5538-8; Milano, Rizzoli libri illustrati, 2002, ISBN 88-7423-006-0. (pubblicato anche negli Stati Uniti e in Francia)
- Palladio e la Maniera. I pittori vicentini del Cinquecento e i collaboratori del Palladio, 1530-1630, catalogo di, Milano, Electa, 1980.
- Gnoli, Milano, Ricci, 1983, ISBN 88-216-0030-0.
- Capolavori della pittura antica, Milano, A. Mondadori, 1984.
- Tutti i musei d'Italia, a cura di, Rozzano, Domus, 1984, ISBN 88-7212-010-1.
- Antonio da Crevalcore e la pittura ferrarese del Quattrocento a Bologna, Milano, A. Mondadori, 1985.
- L'opera grafica di Domenico Gnoli, a cura di, Milano, A. Mondadori, 1985.
- Carlo Guarienti, a cura di, Milano, Fabbri Editori, 1985.
- Il sogno della pittura. Come leggere un'opera d'arte, Venezia, Marsilio, 1985, ISBN 88-317-4795-9. (Premio Estense 1985)
- Mattioli. Antologia 1939-1986, Modena, Il Bulino, 1987.
- Rovigo. Le chiese. Catalogo dei beni artistici e storici, Venezia, Giunta regionale del Veneto-Marsilio, 1988.
- Chaim Soutine, Brescia, L'obliquo, 1988.
- Storia universale dell'arte, a cura di, Milano, A. Mondadori, 1988, ISBN 88-04-33874-1.
- Davanti all'immagine. Artisti, quadri, libri, polemiche, Milano, Rizzoli, 1989, ISBN 88-17-53755-1. (Premio Bancarella 1990)
- Giovanni Segantini. I capolavori, Trento, Reverdito, 1989, ISBN 88-342-4070-7.
- La stanza dipinta. Scritti sull'arte contemporanea, Palermo, Novecento, 1989, ISBN 88-373-0108-1.
- Il pensiero segreto. Viaggi incontri emozioni. Prose di conversazione, Milano, Rizzoli, 1990, ISBN 88-17-84045-9; Milano, Sonzogno, 1994.
- W. Alexander Kossuth, a cura di, Milano, Mazzotta, 1990, ISBN 88-202-0954-3.
- Botero. Dipinti sculture disegni, a cura di, Milano, A. Mondadori arte, 1991, ISBN 88-242-0099-0.
- Dell'Italia. Uomini e luoghi, Milano, Rizzoli, 1991, ISBN 88-17-84119-6. (Premio Fregene 1991)
- Dizionario dei monumenti italiani e dei loro autori. Roma. Dal Rinascimento ai giorni nostri, Apparati e ricerche di Giorgio Bosello, Milano, Bompiani, 1991, ISBN 88-452-1801-5; ed. riveduta col titolo  Le meraviglie di Roma. Dal Rinascimento ai giorni nostri, Collana Dizionari dei monumenti italiani, Milano, Bompiani, 2011, ISBN 978-88-452-6716-1. - nuova ed. aggiornata, col titolo Roma. Dal Rinascimento ai giorni nostri. Dizionario dei monumenti e dei loro autori. Fotografie di Andrea Jemolo, Collana I Grandi Delfini n.126, Milano, La nave di Teseo, 2022, ISBN 978-88-346-0598-1.
- La mia vita, Milano, Condé Nast (supplemento a Vanity Fair n. 11), 1991.
- Arturo Nathan. Illusione e destino, una esposizione a cura di, Milano, Fabbri Editori, 1992.
- Lo Sgarbino. Dizionario della lingua italiana. I sinonimi e i contrari, divisione in sillabe, coniugazione dei verbi, Bergamo, Larus, 1993.
- Le mani nei capelli, Milano, A. Mondadori, 1993, ISBN 88-04-37351-2.
- Onorevoli fantasmi. Due anni di polemiche parlamentari, Milano, A. Mondadori, 1994, ISBN 88-04-38165-5.
- Lezioni private, Milano, A. Mondadori, 1995, ISBN 88-04-41172-4.
- Lezioni private 2, Milano, Mondadori, 1996, ISBN 88-04-42519-9.
- Alfredo Protti, a cura di, Milano, G. Mondadori, 1997, ISBN 88-374-1607-5.
- A regola d'arte. Libri, quadri, poesie. Nuove lezioni sul bello, Milano, Mondadori, 1998, ISBN 88-04-45771-6.
- Notte e giorno d'intorno girando..., Milano, Rizzoli, 1998, ISBN 88-17-85887-0.
- Gli immortali, Milano, Rizzoli, 1999, ISBN 88-17-86147-2.
- La casa dell'anima. Educazione all'arte, con VHS, Milano, Mondadori, 1999, ISBN 88-04-43345-0.
- Giotto e il suo tempo, mostra ideata e curata da, Milano, Motta, 2000, ISBN 88-7179-278-5.
- Le tenebre e la rosa. Un'antologia, Milano, Rizzoli, 2000, ISBN 88-17-86529-X.
- Balthus, Firenze, Giunti, 2001, ISBN 88-09-02055-3.
- Elogio della medicina di Jacovitti. Breve storia di un capolavoro sconosciuto, a cura di, Milano, Mazzotta, 2001, ISBN 88-202-1330-3.
- Percorsi perversi. Divagazioni sull'arte, Milano, Rizzoli, 2001, ISBN 88-17-86852-3.
- Giorgio De Chirico. Dalla Metafisica alla "Metafisica". Opere 1909-1973, a cura di, Venezia, Marsilio, 2002, ISBN 88-317-8167-7.
- Il Bene e il Bello. La fragile condizione umana, Milano, Bompiani, 2002, ISBN 88-452-5329-5.
- Wolfgang Alexander Kossuth, 1982-2002, testi di e con Michael Engelhard e Mario De Micheli, Milano, Skira, 2002, ISBN 88-8491-221-0.
- Da Giotto a Picasso. Discorso sulla pittura, Ginevra-Milano, Rizzoli libri illustrati, 2002, ISBN 88-7423-070-2.
- Viaggio sentimentale e pittorico di un emiliano in Romagna, Milano, Rizzoli, 2002.
- Parmigianino, Collana Arte moderna e contemporanea, Milano, Rizzoli, 2003, ISBN 88-7423-114-8. - Milano, Rizzoli-Skira, 2003. ISBN 88-7423-195-4. - riedito col titolo Parmigianino tra Classicismo e Manierismo, Collana i Delfini, La nave di Teseo, 2016, ISBN 978-88-934403-9-4.
- Francesco del Cossa, Milano, Rizzoli-Skira, 2003, ISBN 978-88-6130-401-7.
- Dell'arte e della morte. Gli ultimi giorni del Parmigianino. Atto unico, Milano, Skira, 2003, ISBN 88-8491-642-9.
- La ricerca dell'identità. Da Antonello a De Chirico, a cura di, Milano, Skira, 2003, ISBN 88-8491-782-4.
- L'Odéo Cornaro, Torino, Allemandi, 2003, ISBN 88-422-1194-X.
- Francesco Scaramuzza, a cura di, Torino, Allemandi, 2003, ISBN 88-422-1234-2.
- Un paese sfigurato. Viaggio attraverso gli scempi d'Italia, Milano, Rizzoli, 2003, ISBN 88-7423-154-7.
- Guercino. Poesia e sentimento nella pittura del '600, a cura di e con Denis Mahon e Massimo Pulini, Novara, De Agostini, 2003.
- Per un partito della bellezza, supplemento al bimestrale ARTE IN n. 90 (2004), EAE Edizioni d'Arte Europee, 2004.
- Andrea Palladio. La luce della ragione. Esempi di vita in villa tra il XIV e XVIII secolo, con DVD, Milano, Rizzoli libri illustrati, 2004, ISBN 88-17-00454-5.
- Dell'anima, Milano, Bompiani, 2004, ISBN 88-452-1125-8.
- Natura e Maniera tra Tiziano e Caravaggio. Le ceneri violette di Giorgione, a cura di, Milano, Skira, 2004, ISBN 88-7624-120-5.
- Gaspare Landi, a cura di, Milano, Skira, 2004, ISBN 88-7624-219-8.
- San Giuseppe con il bambino di Giovan Battista Piazzetta, a cura di, Torino, Allemandi, 2004, ISBN 88-422-1291-1.
- Un capolavoro di Rubens. L'adorazione dei pastori, a cura di, Milano, Skira, 2004.
- Arte e realtà, in Antonio Nunziante, Opere, I, Giaveno, Metamediale, 2004.
- Visioni sospese, in Catalogo generale delle opere di Antonio Nunziante, III, Milano, G. Mondadori, 2004, ISBN 88-374-1832-9.
- Aroldo Bonzagni, a cura di, Milano, Mazzotta, 2005, ISBN 88-202-1766-X.
- Caravaggio, Milano, Skira, 2005, ISBN 88-7624-606-1.
- I giudizi di Sgarbi. 99 artisti dai cataloghi d'arte moderna e dintorni, Milano, Editoriale Giorgio Mondadori, 2005, ISBN 88-374-1826-4.
- Il ritratto interiore: da Lotto a Pirandello, a cura di, Milano, Skira, 2005, ISBN 88-7624-326-7.
- Monteforte. Paesaggi della memoria, testi di Rossana Bossaglia e Emanuela Mazzotti, Milano, G. Mondadori, 2005, ISBN 88-374-1822-1.
- Ragione e passione. Contro l'indifferenza, Milano, Bompiani, 2005, ISBN 88-452-3497-5.
- Vedere le parole. La scrittura d'arte da Vasari a Longhi, Milano, Tascabili Bompiani, 2005, ISBN 88-452-3402-9.
- Le meraviglie della pittura tra Venezia e Ferrara. Dal Quattrocento al Settecento, Cinisello Balsamo, Silvana Editoriale, 2005, ISBN 88-366-0612-1.
- Clausura a Milano (e non solo). Da suor Letizia a Salemi (e ritorno), con Marta Bravi, Milano, Bompiani, 2008, ISBN 978-88-452-6178-7.
- L'Italia delle meraviglie. Una cartografia del cuore, Milano, Bompiani, 2008, ISBN 978-88-452-6381-1.
- Donne e dee nei musei italiani, Milano, Banca Network Investimenti, 2009.
- Klaus Karl Mehrkens: opere 1983-2008, a cura di, Siena, Protagon, 2009, ISBN 978-88-8024-262-8.
- Viaggio sentimentale nell'Italia dei desideri, Collana Saggi, Milano, Bompiani, 2010, ISBN 978-88-452-6591-4.
- La visione interiore di Piero Landoni, a cura di, Varese, Agema Corporation Editore, 2010.
- Lo stato dell'arte: Regioni d'Italia. (Padiglione Italia, LIV Esposizione internazionale d'arte della Biennale di Venezia, iniziativa speciale per il 150º anniversario dell'unità d'Italia, a cura di, Milano, Skira, 2011, ISBN 978-88-572-1159-6.
- Lo stato dell'arte: accademie di belle arti. [Padiglione Italia, LIV Esposizione internazionale d'arte della Biennale di Venezia, iniziativa speciale per il 150º anniversario dell'unità d'Italia), a cura di, Milano, Skira, 2011, ISBN 978-88-572-1160-2.
- Lo stato dell'arte: istituti italiani di cultura nel mondo. (Padiglione Italia, LIV Esposizione nazionale d'arte della Biennale di Venezia, iniziativa speciale per il 150º anniversario dell'unità d'Italia), a cura di, Milano, Skira, 2011, ISBN 978-88-572-1179-4.
- Piene di grazia. I volti della donna nell'arte, Collana Saggi, Milano, Bompiani, 2011, ISBN 978-88-452-6819-9. (Premio Cesare Pavese 2012)
- L'ombra del divino nell'arte contemporanea, Siena, Cantagalli, 2011, ISBN 978-88-8272-755-0.
- L'arte è contemporanea, ovvero L'arte di vedere l'arte (con un dialogo con Gillo Dorfles), Collana PasSaggi, Milano, Bompiani, 2012, ISBN 978-88-452-7042-0.
- Nel nome del Figlio. Natività, fughe e passioni nell'arte, Milano, Bompiani, 2012. ISBN 978-88-452-7146-5.
- Mattia Preti, Soveria Mannelli, Rubbettino, 2013. ISBN 978-88-498-3578-6.
- Il punto di vista del cavallo. Caravaggio, Collana PasSaggi, Milano, Bompiani, 2014, ISBN 978-88-452-7332-2. - Collana I fari, Milano, La nave di Teseo, 2021, ISBN 978-88-346-0450-2.
- Michele Ainis-Vittorio Sgarbi, La Costituzione e la Bellezza, Collana i Fari n.2, Milano, La Nave di Teseo, 2016, ISBN 978-88-9344-028-8.
- V. Sgarbi-Giulio Tremonti, Rinascimento: con la cultura (non) si mangia, Collana Le boe, Milano, Baldini & Castoldi, 2017, ISBN 978-88-9388-057-2.
- Diario della capra 2019/20, con 16 capre disegnate da Staino, Milano, Baldini + Castoldi, 2019, ISBN 978-88-938-8210-1.
- Leonardo. Il genio dell'imperfezione, Collana I fari, Milano, La nave di Teseo, 2019, ISBN 978-88-346-0048-1.
- Giulio Giorello-V. Sgarbi, Il bene e il male. Dio, Arte, Scienza, Milano, La nave di Teseo, 2020, ISBN 978-88-939-5028-2.
- Ecce Caravaggio. Da Roberto Longhi a oggi, Collana I fari, Milano, La nave di Teseo, 2021, ISBN 978-88-346-0817-3.
- Il Rinascimento in Valle Camonica, a cura di V. Sgarbi, Prefazione di Elisabetta Sgarbi, Milano, La nave di Teseo, 2021, ISBN 979-12-80043-24-5.
- Raffaello. Un Dio mortale, Collana I fari, Milano, La nave di Teseo, 2021, ISBN 978-88-346-0366-6.
- Canova e la bella amata, Milano, La nave di Teseo, 2022, ISBN 979-12-80043-38-2.
- Michelangelo. Rumore e paura, Collana I fari, Milano, La nave di Teseo, 2023, ISBN 978-88-346-1159-3.
- Scoperte e rivelazioni. Caccia al tesoro dell'arte, Milano, La nave di Teseo, 2023, ISBN 978-88-346-1445-7.
- Arte e Fascismo, Prefazione di Pierluigi Battista, Collana Le onde, Milano, La nave di Teseo, 2024, ISBN 978-88-939-5057-2.
- Natività. Madre e Figlio nell'arte, Collana I fari n.178, Milano, La nave di Teseo, 2024, ISBN 978-88-346-1936-0.

### Il Tesoro d'Italia
- La lunga avventura dell'arte. Il tesoro d'Italia. Volume I, Introduzione di Michele Ainis, Collana Saggistica, Milano, Bompiani, 2013, ISBN 978-88-452-7456-5.
- Gli anni delle meraviglie. Da Piero Della Francesca a Pontormo. Il tesoro d'Italia. Volume II, Collana Saggistica, Milano, Bompiani, 2014, ISBN 978-88-452-7747-4.
- Dal cielo alla terra. Da Michelangelo a Caravaggio. Il tesoro d'Italia. Volume III, Introduzione di Luca Doninelli, Collana Saggistica, Milano, Bompiani, 2015, ISBN 978-88-452-8011-5.
- Dall'ombra alla luce. Da Caravaggio a Tiepolo. Il tesoro d'Italia. Volume IV, Introduzione di Paolo Di Paolo, Collana I fari, Milano, La nave di Teseo, 2016, ISBN 978-88-9344-064-6.
- Dal mito alla favola bella. Da Canova a Boldini. Il tesoro d'Italia. Volume V, Prefazione di Arturo Carlo Quintavalle, Collana I fari, Milano, La nave di Teseo, 2017, ISBN 978-88-9344-292-3.
- Il Novecento. Volume I. Dal Futurismo al Neorealismo. Il tesoro d'Italia. Volume VI, Tomo I, Introduzione di Franco Cordelli, Collana I fari, Milano, La nave di Teseo, 2018, ISBN 978-88-9344-647-1.
- Il Novecento. Volume II. Da Lucio Fontana a Piero Guccioni. Il tesoro d'Italia. Volume VI, Tomo II, Prefazioni di Angelo Guglielmi e Italo Zannier, Collana I fari n.46, Milano, La nave di Teseo, 2019, ISBN 978-88-9344-822-2.

## Filmografia
- Paparazzi, regia di Neri Parenti (1998) - cameo
- Pecore in erba, regia di Alberto Caviglia (2015) - cameo
- Il bacio azzurro, regia di Pino Tordiglione (2015) - cameo

### Documentari
- Vittorio Sgarbi - Una vita al massimo, regia di James D. Dawson (2022)
- Materia viva, regia di Marco Falorni, Andrea Frassoni e Stefania Vialetto (2023)